# Zeesterren

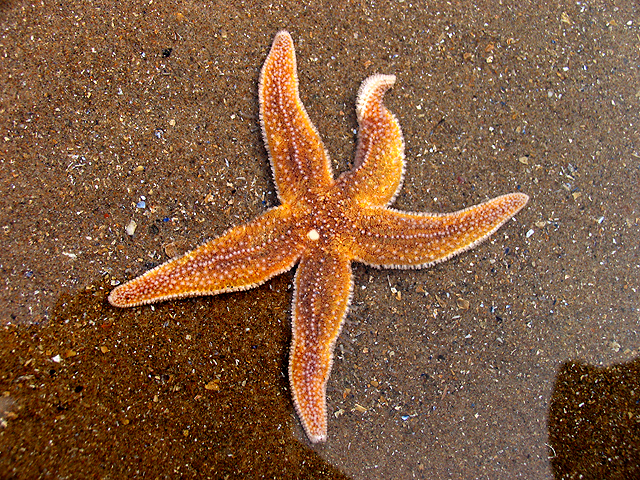
De gewone zeester heeft vrij korte armen en komt voor langs de kust van België en Nederland.

Zeesterren (Asteroidea) zijn een groep van ongewervelde waterdieren die behoren tot de stekelhuidigen. Zeesterren leven op de bodems van alle oceanen; van getijdengebieden tot in de diepzee, maar uitsluitend in zout water. Ze vormen met ongeveer 1900 soorten een van de grootste groepen van stekelhuidigen.
Zeesterren hebben een stervormig lichaam met een centrale schijf en vijf of meer langwerpige lobben die armen worden genoemd. De centrale schijf omvat de maag, met de mondopening aan de onderzijde. Ingeval de soort een anus heeft, ligt deze aan de bovenzijde. Het uiterlijk loopt per soort uiteen. Zo zijn soorten bekend met enige tientallen armen en zijn er naast de vele bruin-grijze ook rode, blauwe en gele soorten. Sommige soorten hebben stekels, andere zijn glad. Aan de onderkant van de armen bevinden zich buisvoetjes met kleverige napjes. Verder herbergt elke arm delen van het maag-darmstelsel en geslachtsorganen.
Zeesterren paren niet maar laten hun geslachtscellen vrij in het zeewater. Sommige soorten kennen een vorm van broedzorg. De larven van de meeste zeesterren zijn vrijzwemmend en zien eruit als doorzichtige, garnaalachtige diertjes. Er zijn ook zeesterren waarbij de larven zich in een broedbuidel ontwikkelen, en geen vrijzwemmend stadium kennen. De larven doorlopen verschillende ontwikkelingsstadia voordat ze veranderen in een kleine zeester. Bij zeesterren kunnen verloren of beschadigde delen van het lichaam regenereren. De meeste soorten zijn roofdieren; sommige soorten kunnen in korte tijd veel tweekleppigen verorberen.
De algemeenste soort langs de Belgische en Nederlandse kust is de gewone zeester (Asterias rubens), die een doorsnede tot 50 centimeter kan bereiken. Zeesterren worden vaak levend aangetroffen op het strand en in getijdenpoeltjes.

## Naamgeving
Zeesterren danken hun Nederlandstalige naam aan hun stervormige lichaam en het feit dat ze in zee leven. Het ganzevoetje (Anseropoda placenta) dankt zijn naam aan de gelijkenis met de voet van een vogel met zwemvliezen tussen de tenen, zoals een gans.
In het Engels worden zeesterren 'starfish' genoemd, wat 'ster-vis' betekent. Zeesterren zijn echter geen vissen, en Engelstalige biologen gebruiken ook wel de naam 'sea star'. In veel andere talen wordt wel een met het Nederlands vergelijkbare naam gebruikt, bijvoorbeeld in het Duits Seesterne, in het Frans étoile de mer en in het Deens søstjerne.
De wetenschappelijke naam Asteroidea werd in 1830 voor het eerst gepubliceerd door Henri Marie Ducrotay de Blainville. De naam Asteroidea betekent vrij vertaald 'stervormigen'.

## Verspreiding en leefgebied

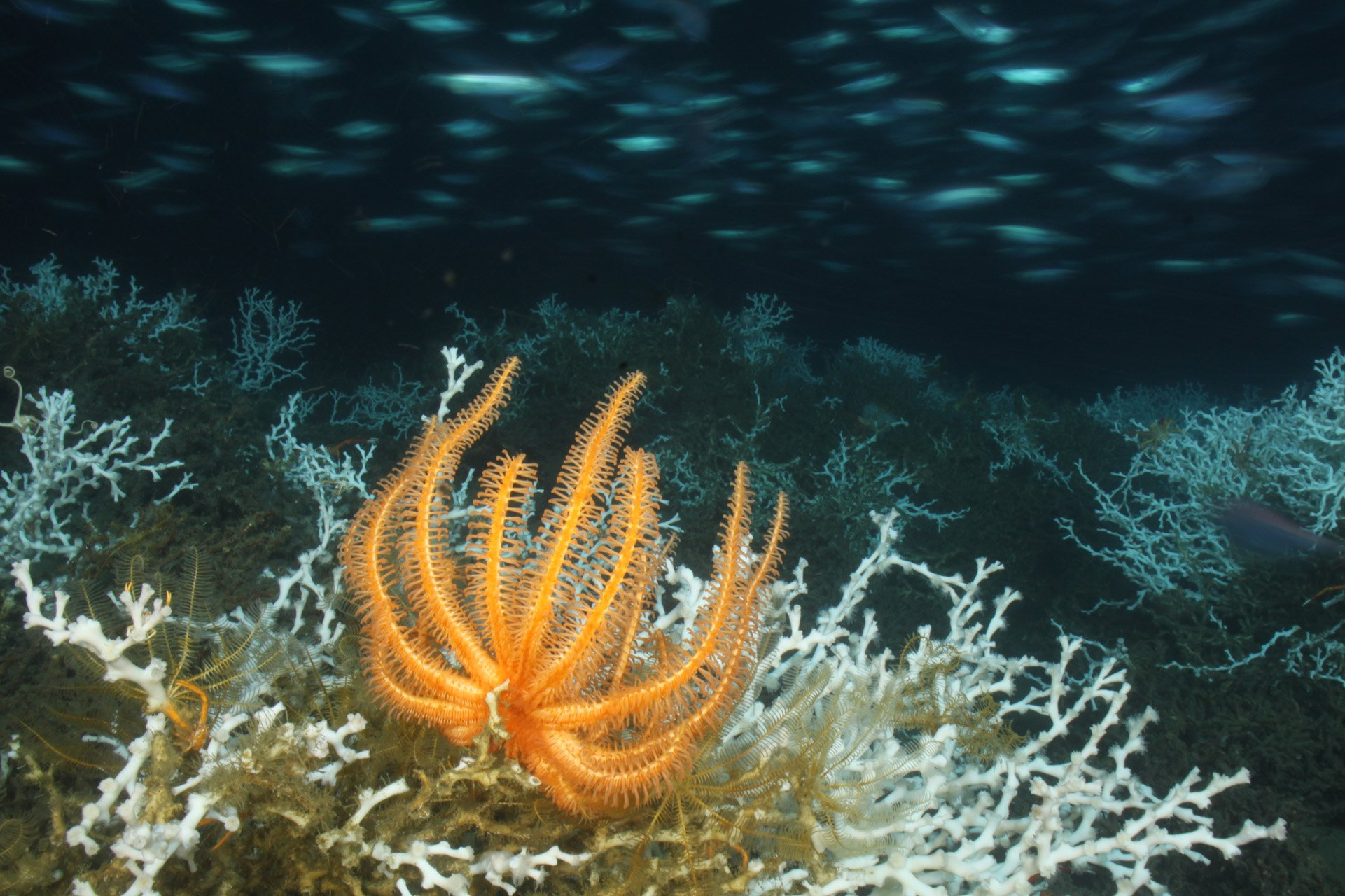
Novodinia antillensis is een soort die lange armen heeft en leeft in het oosten van Noord-Amerika op honderden meters diepte.

Zeesterren komen wereldwijd voor, van de tropen tot in poolgebieden, in de oceanen en binnenzeeën.
De meeste soorten komen voor in delen van de Grote Oceaan, vooral rond de kust van Alaska. Ook rond de Noordpool en in de Caraïben zijn veel soorten te vinden. Langs de westkust van Afrika worden zeesterren vertegenwoordigd door slechts enkele soorten. In Azië zijn deze stekelhuidigen vooral tussen Indonesië en Australië te vinden. Veel soorten die langs de kust van Australië leven, zijn endemisch en komen nergens anders voor.
Zeesterren komen alleen voor in zout (zee)water, maar sommige soorten kunnen zich ook handhaven in brak water, zoals in kustgebieden bij riviermondingen. Een voorbeeld hiervan is de gewone zeester, die kan leven bij een zoutgehalte van acht promille, oftewel ongeveer de helft zoeter dan zeewater. Er zijn geen soorten bekend die op het land of in het zoete water leven.
Zeesterren leven op de bodem van de zee, van de getijdenzone tot in de diepzee. Zeesterren kunnen niet zwemmen en zijn, eenmaal volwassen, uitgesproken bodembewoners (benthos). Van andere stekelhuidigen zoals sommige zeekomkommers is wel zwemgedrag bekend. Zeesterren leven meestal op zandbodems, rotsen, koralen of andere harde substraten. Sommige zeesterren kunnen zichzelf letterlijk begraven, maar ze kunnen niet graven zoals van de verwante zeekomkommers bekend is. Gravende zeesterren laten zich enkele millimeters onder de zandbodem zakken door met de buisvoetjes de zandkorrels aan de randen van het lichaam te verplaatsen. Het lichaam komt hierdoor steeds dieper te liggen, totdat het volledig met zand is bedekt. De openingen tussen de stekels op het lichaam worden gebruikt als waterbuffer, zodat de ingegraven zeester kan blijven ademhalen.
De meeste zeestersoorten leven in kustwateren. De biotoop van veel soorten wordt niet zozeer bepaald door het abiotisch milieu, als wel door het aanbod van prooidieren. Als er veel prooien zijn, kunnen zeesterren in grote aantallen voorkomen, maar zodra de voedselbron is uitgeput gaan de dieren op zoek naar ander voedsel, en verlaten het gebied. Aan de Europese kusten zijn zeesterren meestal op harde bodems te vinden: rotskusten, dijken, havenmuren, et cetera. Andere zeesterren geven de voorkeur aan zandgronden, waarin ze zich kunnen ingraven. Ook zeegrasvelden en koraalriffen bieden leefmogelijkheden. De meeste zeesterren mijden direct zonlicht en blijven overdag in rotsspleten en holen of tussen de wieren. De gewone zeester komt zowel voor op rots- slik- als zandgronden. Deze zeester leeft van tweekleppigen en is overal te vinden waar deze prooidieren voorkomen.
Sommige soorten leven alleen in ondiepe wateren en andere alleen in de diepzee. Een aantal soorten komt voor over een grote diepte-range. Hymenaster pellucidus leeft op dieptes die uiteenlopen van 15 tot 2800 meter onder zeeniveau, en de gestekelde zonnester komt voor vanaf de getijdenzone tot op 1200 meter diepte. Grotere soorten moeten permanent onder water blijven omdat het waterige lichaam gevoelig is voor uitdroging. De habitat van dergelijke soorten ligt onder de getijdenzone. Zeesterren uit de familie Porcellanasteridae zijn typische diepzeebewoners die in de abyssale zone leven, beneden 4000 meter onder zeeniveau. Porcellanaster ceruleus komt voor op dieptes van 1158 tot 6035 meter onder de zeespiegel. Eremicaster pacificus kan tot 7600 meter onder zeeniveau worden aangetroffen. De orde Brisingida telt uitsluitend diepzeebewoners.

### België en Nederland
In Nederland komen drie verschillende soorten zeesterren voor. In België komt volgens de soortenlijst van België alleen de gewone zeester (Asterias rubens) voor.
In Nederland (en volgens sommige bronnen mogelijk ook in België) komen naast de gewone zeester ook voor:
- Kamster (Astropecten irregularis)
- Gestekelde zonnester (Crossaster papposus)

## Uiterlijke kenmerken

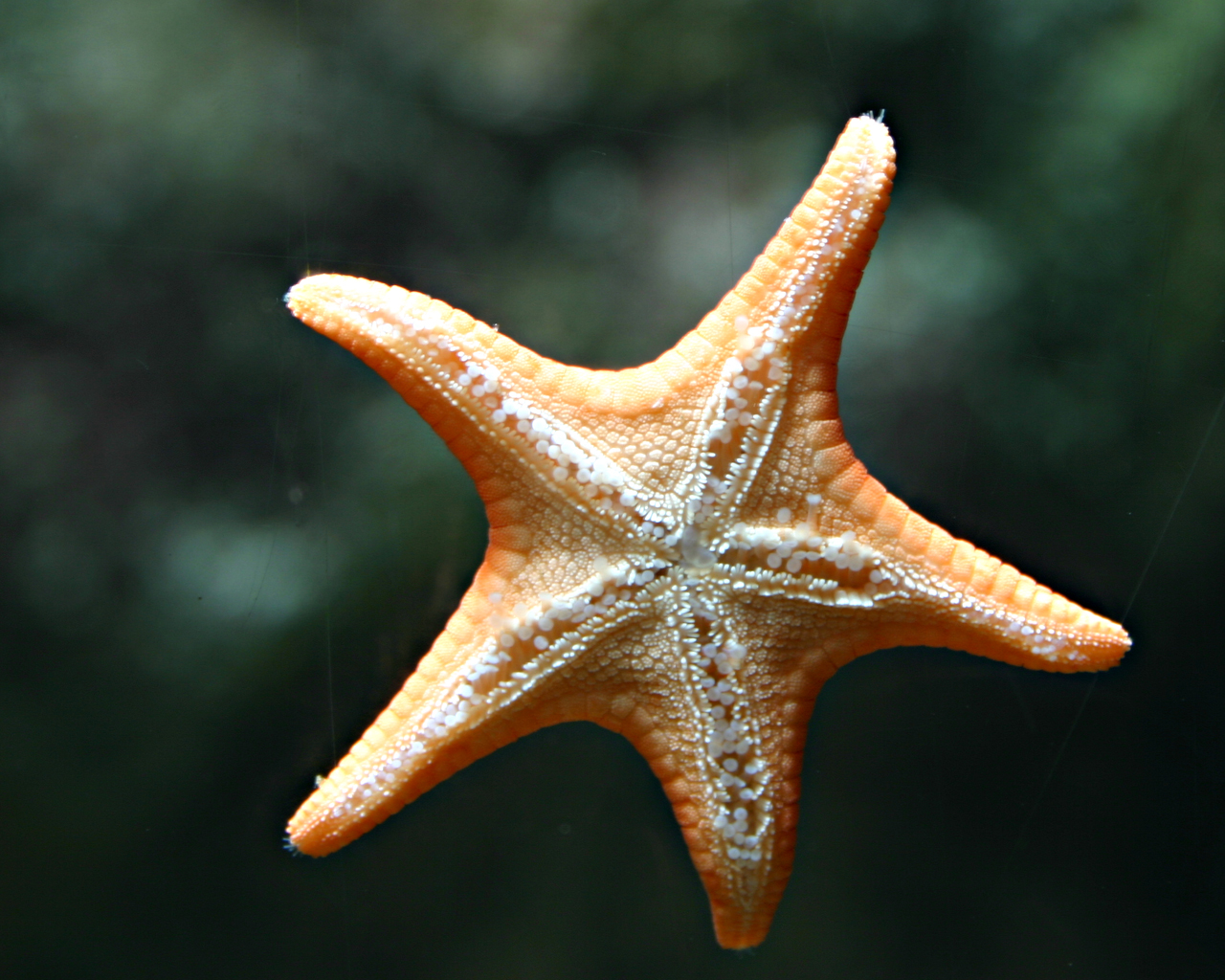
Onderzijde van een zeester met duidelijk zichtbare ambulacraalgroeven aan de onderzijde van de armen. De witte ronde vlekken zijn de zuignapjes van de buisvoetjes.

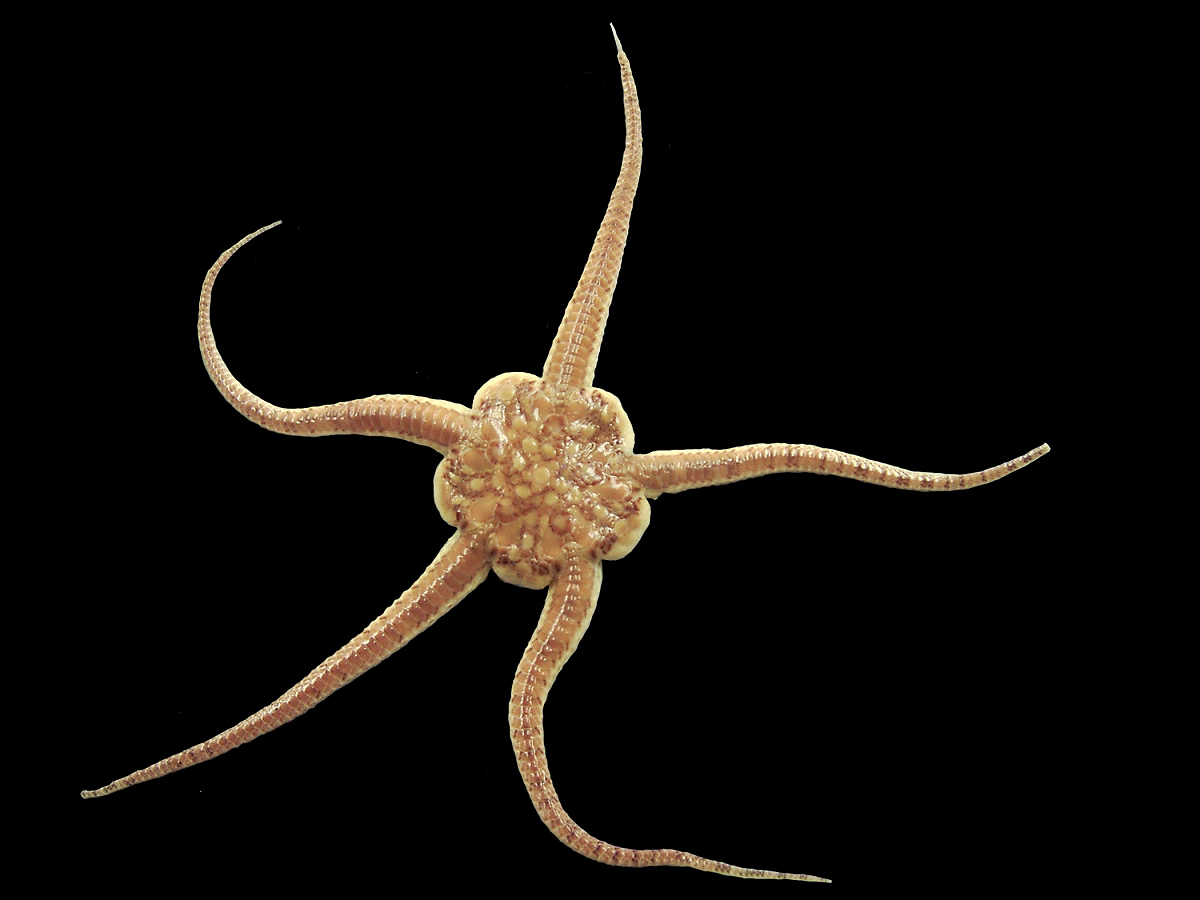
De gewone slangster (Ophiura ophiura) is geen zeester, maar een van de bekendere slangsterren.

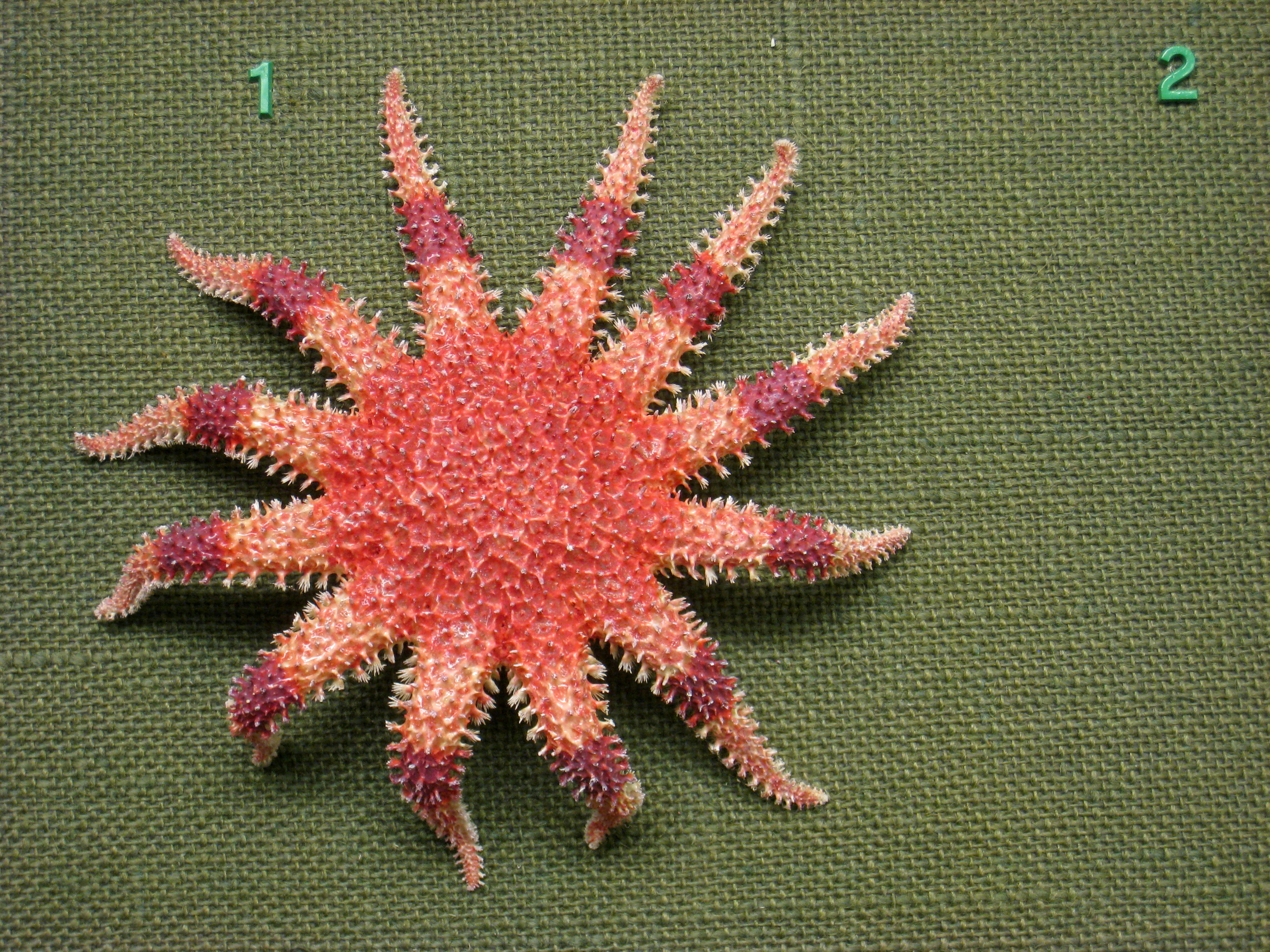
De gestekelde zonnester heeft een roze lichaam met paarse dwarsbanden.

Zeesterren hebben de meest uiteenlopende vormen, kleuren en maten. De meeste soorten hebben een middelgrote lichaamsschijf en vijf dikke relatief korte armen, maar bij andere is de schijf veel groter of kleiner en zijn er meer of langere armen.
Zeesterren worden enkele centimeters tot decimeters lang maar sommige soorten kunnen aanmerkelijk groter worden. Bij de meeste soorten bereiken de armen een spanwijdte van 12 tot 24 centimeter. De kleinste soort is Leptychaster propinquus, met hooguit een spanwijdte van 1,83 centimeter. De grootste zeester, Midgardia xandaros, bereikt een armlengte van bijna 70 cm en daarmee een spanwijdte van ongeveer 1,3 meter. De doorsnede van de lichaamsschijf van deze soort is echter nog geen drie centimeter. Ook de zonnebloemster (Pycnopodia helianthoides) kan behoorlijke afmetingen bereiken tot bijna een meter maar heeft een veel grotere centrale lichaamsschijf en aanmerkelijk dikkere armen. De soort Thromidia gigas is aanzienlijk kleiner maar is met zijn gewicht van wel zes kilo de zwaarst bekende soort.
De lichaamsbouw van zeesterren wijkt sterk af van die van andere diergroepen. Het lichaam van een zeester vertoont radiaalsymmetrie; dit betekent dat er niet één enkele lichaamsas is, zoals bij de meeste dieren. Het lichaam is op meerdere manieren te verdelen door een snijvlak aan te brengen waarbij de beide helften hetzelfde zijn. Zeesterren hebben altijd minstens vijf van dergelijke snijvlakken.
De mond van de zeester is aan de onderzijde van het lijf gepositioneerd. Dit is zeer ongebruikelijk bij dieren en omdat zeesterren niet echt een boven- of onderkant hebben die vergelijkbaar is met andere organismen wordt de onderzijde aangeduid met de orale zijde (oraal = mond). De bovenzijde van de zeester wordt de aborale zijde genoemd (aboraal betekent zonder mond). De anus is aan de aborale zijde geplaatst, bij een aantal zeesterren ontbreekt een anus echter en worden de voedselresten via de mond weer naar buiten gebraakt.
Zeesterren worden vaak verward met slangsterren en er zijn ook soorten binnen de twee groepen die erg op elkaar lijken. Bij zeesterren bevatten de armen organen terwijl bij slangsterren de armen bestaan uit verharde delen zonder organen. Slangsterren zijn daarnaast voornamelijk te vinden in de diepzee, terwijl de meeste zeesterren in ondiepere wateren leven. Ook hebben slangsterren soms vertakte armen, bij enkele families in zo sterke mate dat ze meer op een varen lijken dan op een zeesterachtige. Zo'n vertakte arm komt bij zeesterren nooit voor, afgezien van foutjes bij de regeneratie van een beschadigde arm.

### Lichaamskleur
Zeesterren komen in veel kleuren voor. De kleuren bij zeesterren worden gevormd door pigmentcellen in de huid die kleurstoffen (carotenoïden) bevatten. Veel soorten zijn onopvallend gekleurd en zijn goed gecamoufleerd op een natuurlijke ondergrond. Een groot aantal soorten daarentegen heeft opvallende kleuren, vooral aan de aborale zijde, zoals rood, oranje, blauw en paars. Sommige soorten hebben daarnaast een bonte lichaamstekening, bijvoorbeeld de paarse Astropecten articulatus die oranje randen van de armen heeft, of de witte Choriaster granulatus, die rode vlekken draagt. Verschillende zeesterren hebben een strepenpatroon; zowel een bandering van de armen komt voor, als lengtestrepen die vaak op het midden van de arm gepositioneerd zijn. Ook kan de kleur van de stekels duidelijk afwijken van die van de rest van het lichaam.
Een voorbeeld is de soort Protoreaster nodosus met de Engelse naam 'chocolate-chip seastar' (vrij vertaald 'chocolade-snipper-zeester') die een wit lichaam heeft met rode vlekken en bruine knobbels en stekels.
Bij veel soorten uit het geslacht Pentaceraster komt variëteit voor van zowel de lichaamskleur als de kleur van de stekels, zelfs binnen de soorten.
Er zijn verschillende zeesterren bekend die in staat zijn om licht te produceren uit de lichaamscellen; dit wordt wel bioluminescentie genoemd. Het betreft zeestersoorten uit verschillende geslachten en families. Voorbeelden zijn geslachten uit de familie Astropectinidae zoals Plutonaster, de familie Brisingidae (Brisinga) en de familie Freyellidae (Freyella). Van de soort Brisinga endecacnemos was sinds 1952 al bekend dat het dier licht afgeeft, van andere soorten is dit meer recentelijk ontdekt.
De zeesterren uit het geslacht Freyella geven een blauwe gloed af, waarvan het licht bestaat uit vele kleine puntjes die oplichten aan de orale en aborale zijde van de armen. De ondersoort Plutonaster agassizi notatus geeft licht af met een golflengte van 525 nanometer, wat een groene kleur geeft. Soorten uit het geslacht Benthopecten produceren licht met een golflengte van 480 nm, wat een blauwe kleur geeft. Van de soort Hymenodiscus coronata zijn de eitjes sterk lichtgevend Zeesterren produceren vooral licht als ze worden aangeraakt. Biologen hebben waargenomen dat het afgeven van licht tot gevolg heeft dat vijanden zoals octopussen, krabben en kreeften de zeester met rust laten.

### Armen

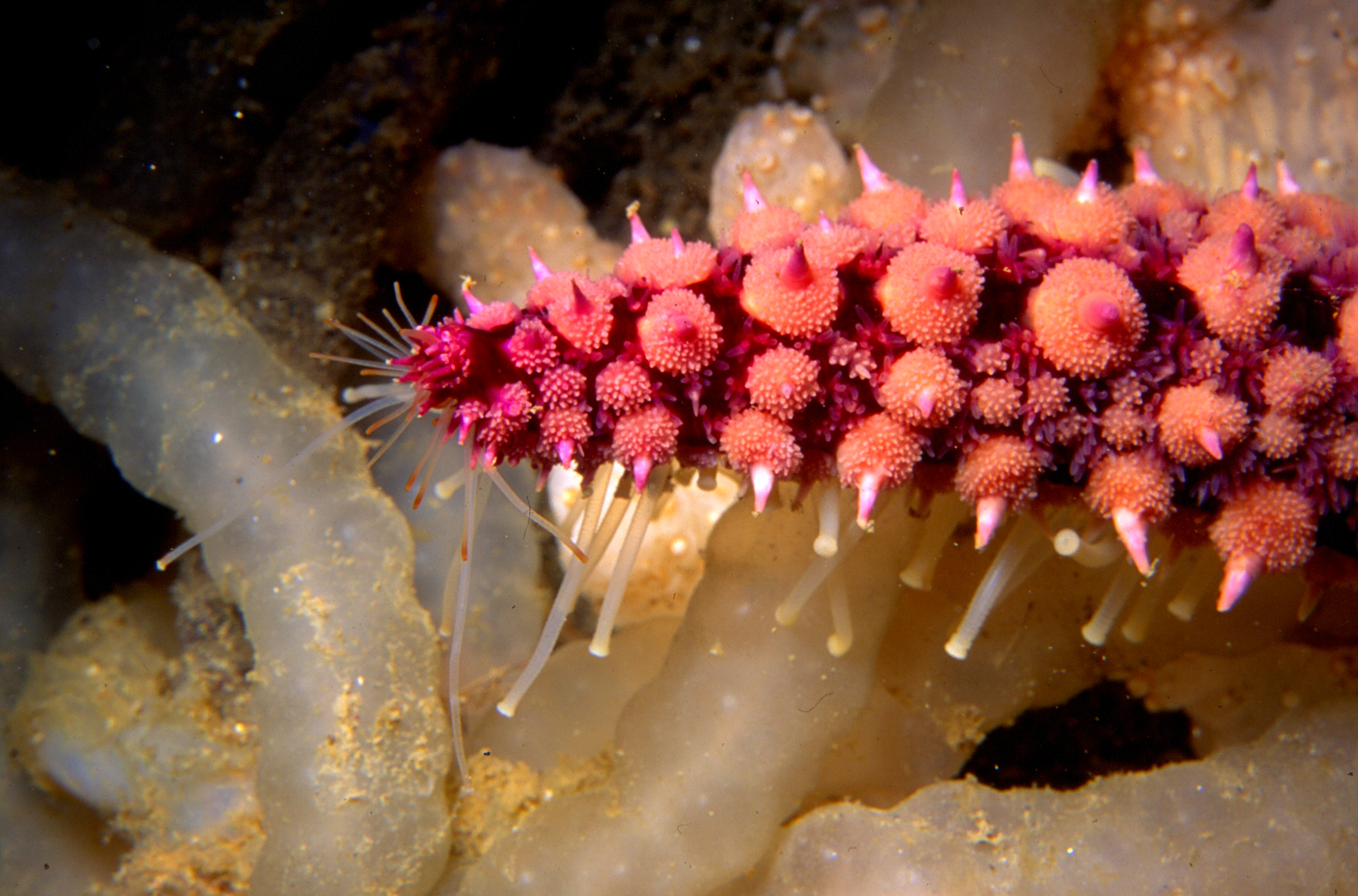
Voorzijde van een arm met buisvoetjes aan de onderzijde van de soort Marthasterias glacialis.

De armen van de zeester moeten niet gezien worden als ledematen van het dier maar als een soort 'lobben' van het lichaam. De armen zijn relatief dik in vergelijking met die van de slangsterren en bieden zo ruimte om verschillende organen te bergen. De armen zijn dan ook gevuld met een groot deel van het spijsverteringsstelsel, het watervaatstelsel en de geslachtsorganen. Ze zijn door hun dikte ook erg stijf en kunnen, in tegenstelling tot de armen van slangsterren, niet gebruikt worden bij de voortbeweging. De onderzijde van de armen is voorzien van vele kleine uitstulpbare buisvoetjes die vaak een zuignapje hebben. De vele buisvoetjes bieden tezamen een stevige grip op de ondergrond. Bovendien wordt een plakkerige substantie afgescheiden waardoor de zeester zich nog beter kan hechten aan het substraat. De voetjes worden ambulacraalvoetjes genoemd, ze zijn onderdeel van het ambulacraalsysteem of watervaatstelsel.
Zeesterren hebben meestal vijf armen, soms meer. Een enkele keer worden vier- of minderarmige exemplaren aangetroffen, maar dergelijke individuen zijn altijd één of meerdere armen kwijtgeraakt, bijvoorbeeld door predatie. Het komt ook voor dat een van de vijf armen na het aangroeien door een genetisch defect gevorkt raakt, waardoor het individu zesarmig is geworden. Een voorbeeld van een soort met meer armen is de zonnebloemster (Pycnopodia helianthoides). De jonge exemplaren van deze soort hebben altijd vijf armen maar naarmate de dieren ouder worden ontwikkelen ze er meer. Uiteindelijk hebben volwassen exemplaren vijftien tot vierentwintig armen.
De verhouding tussen de lengte van de armen en de lichaamsdoorsnede hangt af van de soort. Meestal zijn de armen ongeveer drie keer zo lang als de breedte van de centrale lichaamsschijf. Sommige soorten hebben echter korte, dikke armen en een grote lichaamsschijf, terwijl weer andere zeesterren een klein lichaam hebben met juist heel lange, dunne armen.
Ten slotte zijn er soorten die naast zeer korte armen ook een sterk gewelfde lichaamsvorm hebben. Dergelijke dieren lijken helemaal niet op een zeester maar doen meer denken aan een steen. Een voorbeeld zijn de zeesterren uit het geslacht Culcita. Dergelijke exemplaren zien eruit als stekelloze zee-egels, de armen zijn zo kort dat ze vanaf de aborale zijde niet goed zichtbaar zijn. Aan de orale zijde van deze soorten zijn echter altijd minstens vijf rijen voetjes te zien, net als bij de andere zeesterren.
Onderstaand zijn de belangrijkste lichaamsvormen van zeesterren weergegeven, met de kenmerkende eigenschappen (eerste regel), de bijbehorende familie (tweede regel) en de afgebeelde soort (derde regel).

Afbeeldingen: verschillende lichaamsvormen
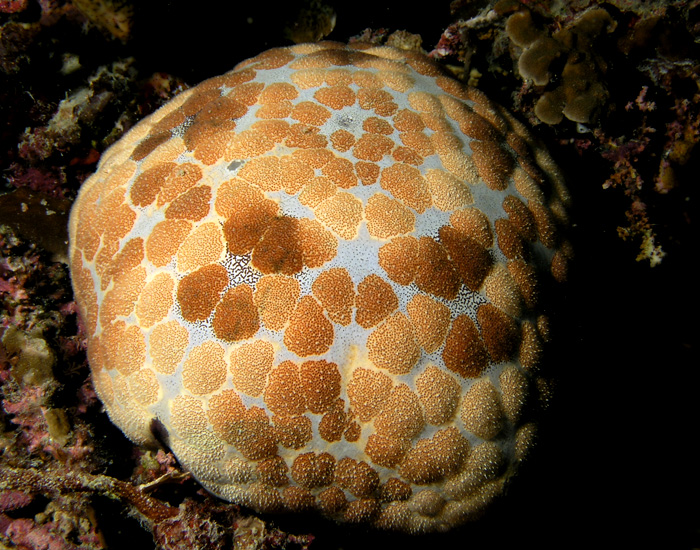
Rond lichaam met nauwelijks zichtbare armen. Familie Oreasteridae Culcita novaeguineae
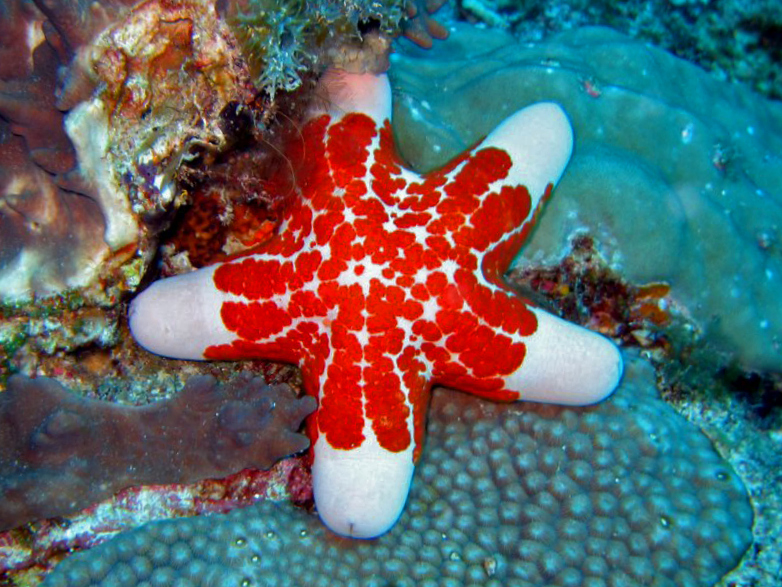
Groot lichaam met korte armen Familie Oreasteridae Choriaster granulatus
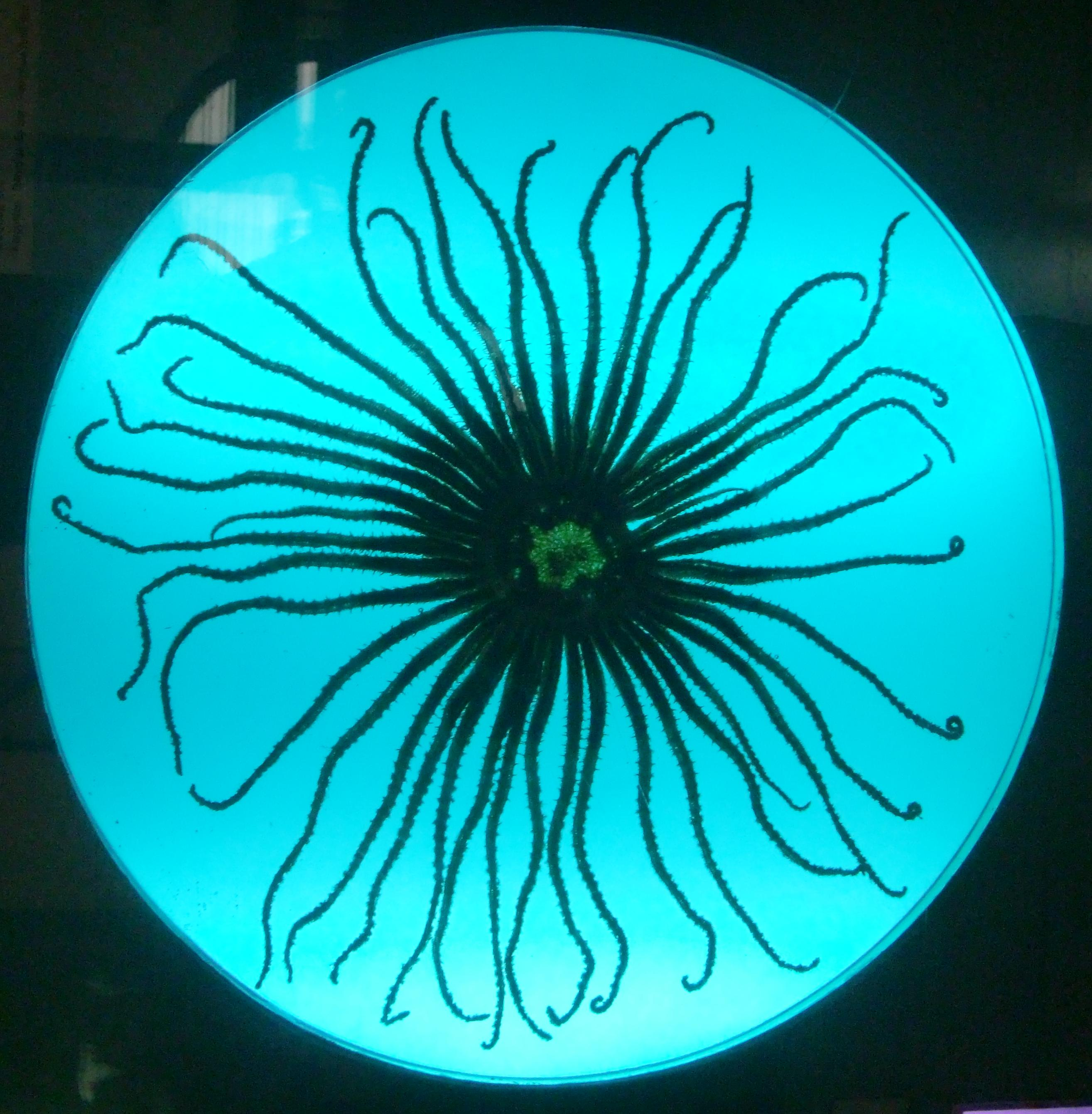
Klein lichaam met zeer lange armen Familie Heliasteridae Labidiaster annulatus
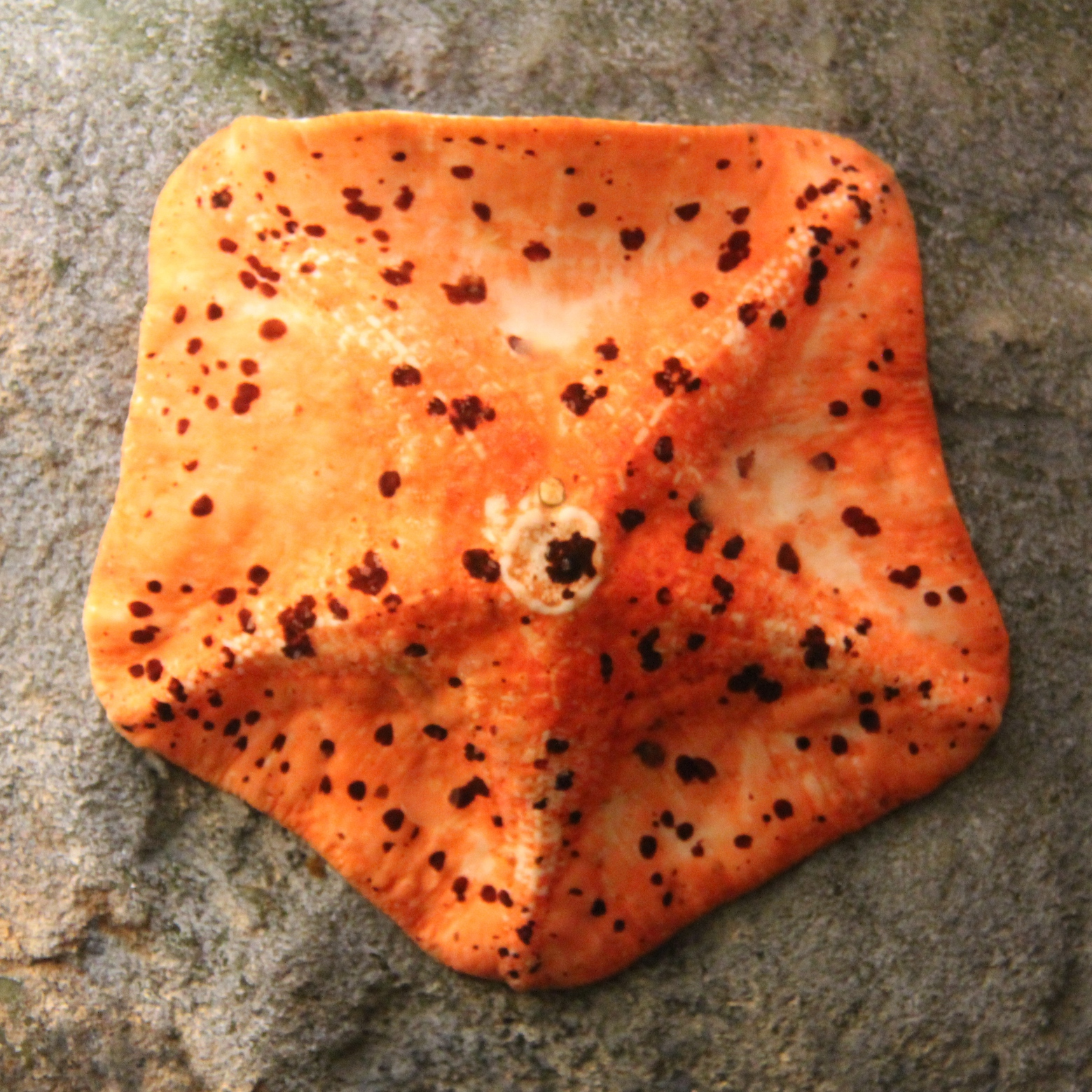
Vijfhoekig lichaam zonder duidelijke armen Familie Asterinidae Stegnaster inflatus

### Lichaamswand
Zeesterren behoren tot de stekelhuidigen, die hun naam danken aan de verharde, met kalkplaten verstevigde huid die vaak voorzien is van stekels. De lichaamswand van zeesterren bestaat uit drie huidlagen. Daarbovenop is een dun vettig laagje aanwezig dat dient om uitdroging te voorkomen, cuticula genoemd. Deze laag wordt afgescheiden door de huid en bevat zelf geen levende cellen.
De eerste echte huidlaag is de dunne opperhuid of epidermis die het gehele lichaam bedekt, inclusief de stekels en de complexe zeefplaat die het water filtert aan de aborale zijde van het lichaam. Deze opperhuid bestaat uit een dunne film van één laag cellen en bevat onder andere de zintuigcellen en de slijmcellen.
Onder de opperhuid is een zeer dikke huidlaag gelegen, de lederhuid of dermis. Deze bestaat uit bindweefsel waarin de kalkplaten gevormd worden die het lichaam vormgeven en beschermen. De dikte van deze laag varieert aanzienlijk tussen de verschillende groepen van zeesterren. Sommige soorten hebben een zeer dunne laag bindweefsel en hebben hierdoor een afgeplat lichaam. Andere soorten hebben juist een zeer dikke laag zodat de armen er worstvormig uitzien. Ook de vorm van de in het bindweefsel gelegen kalkplaatjes en de manier waarop ze geplaatst zijn op het lichaam verschilt per groep.
Onder het bindweefsel bevindt zich de derde huidlaag. Deze laag, die de lichaamsholte omvat, wordt het peritoneum genoemd. Deze huidlaag bestaat eveneens uit een dunne film van cellen. De meeste lichaamscellen van het peritoneum zijn voorzien van trilharen en worden door gespecialiseerde klieren voorzien van slijm.

#### Kalkplaten

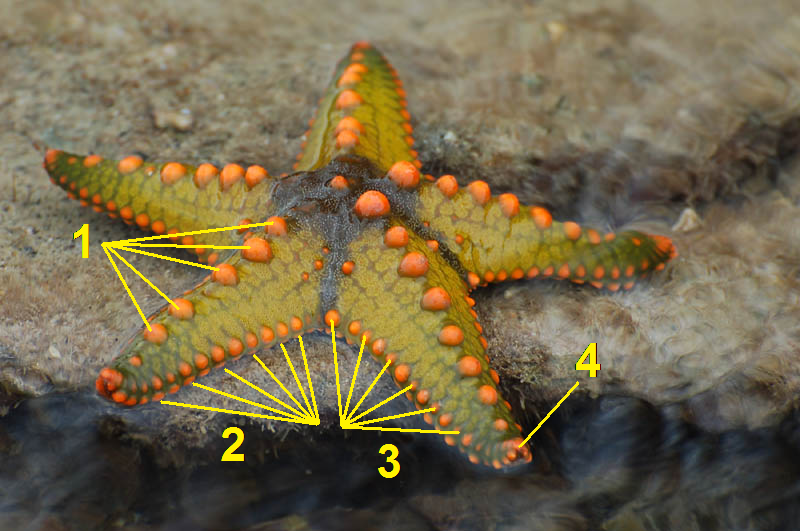
Kalkplaten op de armen van een zeester, afgebeeld is een Pentaceraster- soort.
----

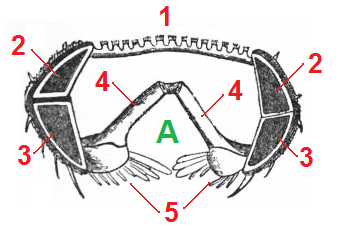
Doorsnede van de arm van een zeester
----

De kalkplaatjes in de lederhuid geven het lichaam zijn stevigheid en stijfheid. De kalkplaatjes hebben per groep van zeesterren een andere vorm. Kalkplaatjes liggen aan de orale- en de aborale zijde van het lichaam. In het midden en tussen de armen zijn kleinere kalkplaatjes aanwezig die schub- of staafvormig zijn. De kalkplaatjes liggen meestal naast elkaar, maar ze kunnen ook dakpansgewijs overlappen, zoals bij de soorten uit de familie Asterinidae het geval is. De kalkplaatjes zijn door spieren met elkaar verbonden, waardoor de zeester het lichaam kan bewegen. De armen worden bewogen door een spierbundel aan de aborale zijde van de arm, onder de lichaamswand. Als de zeester wordt verstoord, trekt hij alle spieren aan, waardoor het lichaam verstijft. Dit gebeurt bijvoorbeeld als een zeester wordt opgepakt.
De kalkplaten boven op het midden van de arm worden de carinale of dorsale platen genoemd. De laatste plaat aan iedere arm is de terminale plaat. De platen aan de buitenzijde van iedere arm bestaan uit twee rijen. De platen van de bovenste rij worden de supramarginale platen genoemd en die van de onderste rij de inframarginale platen. Een aantal zeesterren heeft stekelachtige kalkplaatjes aan de randen van de armen. De kamsterren hebben hier hun naam aan te danken. Dergelijke stekels worden randplaten genoemd en komen voor bij de meer primitieve groepen van zeesterren. Bij veel zeesterren zijn deze platen gereduceerd tot kleine kalkplaatjes onder de huid.
In het midden van de armen van zeesterren is een uitsparing te zien die de ambulacraalgroeve wordt genoemd. Deze groeve is aan weerszijden voorzien van een rij kalkplaten die zich uitstrekt van de basis tot het uiteinde van de arm. Deze platen worden de ambulacraalplaten genoemd. De platen hebben een uitsparing in het midden waarin de radiaalzenuw en het radiaalkanaal van het watervaatstelsel gepositioneerd zijn. Iedere ambulacraalplaat heeft een opening die een verbinding bevat tussen de ampullae in de lichaamsholte en de buisvoetjes aan de onderzijde van de arm. Zie ook onder het kopje buisvoetjes. De buitenzijde van de ambulacraalgroeve wordt vaak beschermd door een rij platen aan de onderzijde, deze platen worden de adambucraalplaten genoemd. Deze adambulacraalplaten zijn vaak voorzien van stekels die naar de binnenzijde van de groeve zijn gericht om de ambulacraalgroeve te beschermen.
Rond de mond zijn de stevigste kalkplaten aanwezig, die een ring rond de mondopening vormen. Deze ring bestaat uit de binnenste kalkplaten van de aborale zijde van de armen (de ambulacraalplaten) en de twee onderste platen van het binnenste deel van de ambulacraalgroeve.

### Huiduitsteeksels

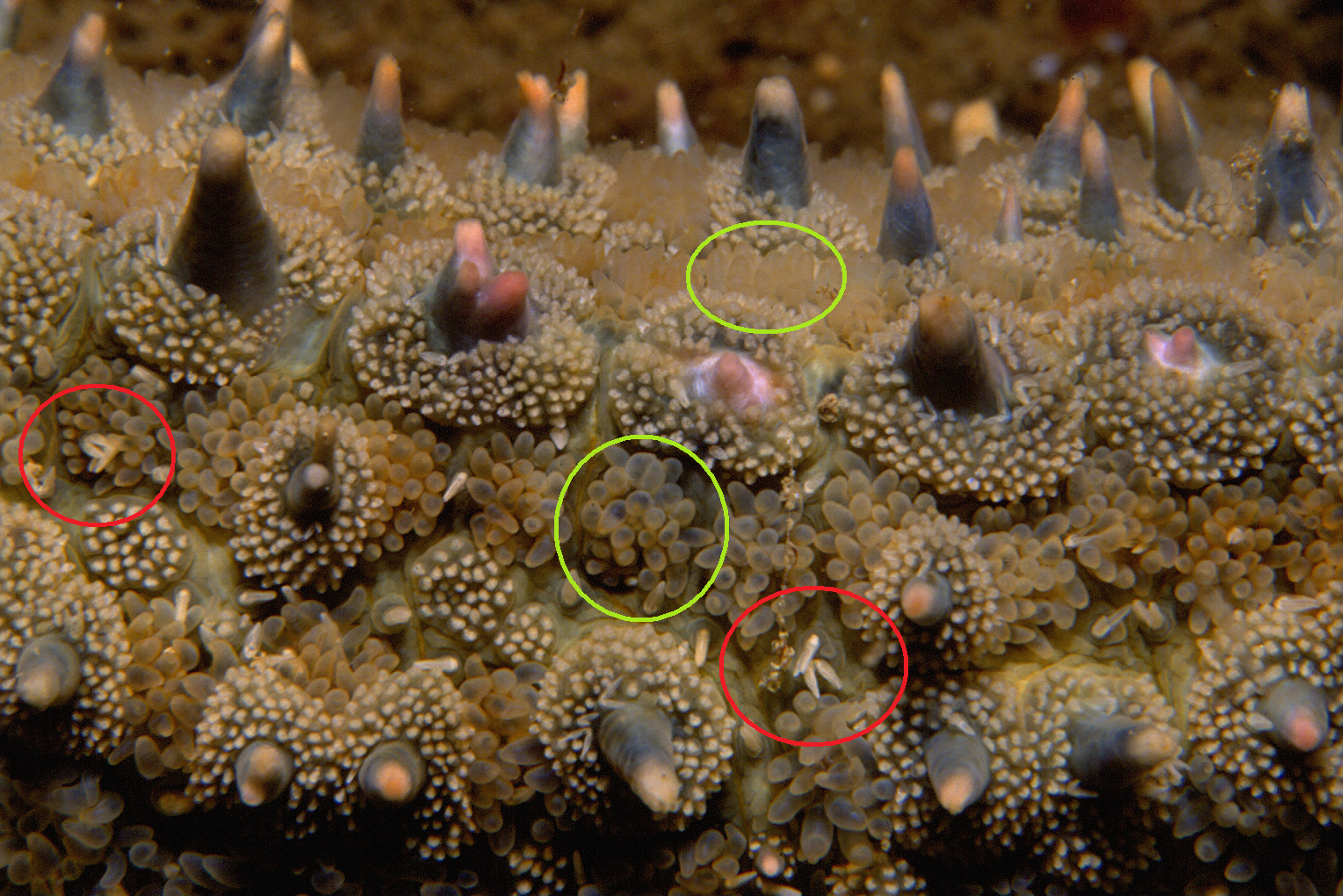
Huiduitsteeksels van Marthasterias glacialis. De stekels zijn duidelijk te zien, enkele pedicellariën zijn rood omcirkeld, twee groepjes papulae zijn groen omcirkeld. Klik voor vergroting.

De verharde kalkachtige stekels op de huid ontstaan in het bindweefsel, net als de kalkplaatjes die het lichaam vorm geven. De stekels dienen als passieve verdediging en zijn soms zo geplaatst dat ze kwetsbare holtes van het lichaam kunnen afsluiten. Bij de gestekelde soorten komen vaak grotere stekels (primaire stekels) en kleinere stekels (secundaire stekels) voor. Sommige zeesterren hebben afgeknotte, stompe stekels, zoals de soorten uit het geslacht Pentaceraster. Er zijn ook soorten met een gladde huid zonder stekels.
Tussen de stekels liggen vele, vingerachtige orgaantjes die de ademhaling verzorgen. Deze structuren worden de papulae (enkelvoud: papula) of papillen genoemd en zijn hol van binnen. Ze verzorgen het grootste deel van de gasuitwisseling waarbij koolstofdioxide wordt afgegeven en zuurstof wordt onttrokken aan het zeewater. Het geheel aan papulae kan worden gezien als een complexe kieuw. De papulae bestaan uit kleine, vlezige zakjes die kunnen worden ingetrokken als de zeester wordt bedreigd of zich op het land bevindt. Ze zijn vaak gelijkmatig over de huid verdeeld, maar bij sommige zeesterren liggen ze in groepjes. Ook de buisvoetjes spelen een rol bij de zuurstofvoorziening. Ze hebben een dunne wand waardoorheen ze zuurstof opnemen uit het omringende zeewater.
Veel zeesterren hebben aparte stekels die aan de basis gesteeld zijn een verbreding hebben aan de bovenzijde. De uitsteeksels lijken hierdoor sterk op paddenstoelen. Deze structuren, die vooral voorkomen bij gravende soorten, worden paxillen (paxilla) genoemd. Soms is de bovenzijde van de stekel voorzien van kleine stekels die in een krans bij elkaar staan. Paxillen dienen niet alleen ter versteviging van het lichaam, maar ook om te kunnen ademen na het ingraven onder een laagje zand. Als de zeester zich ingraaft worden de paxillen gebruikt als een soort afstandshouders, zodat er tussen de vele omhoog gerichte paxillen ruimte vrij blijft die gebruikt wordt als een waterbuffer. Hierdoor kan de zeester toch water opnemen uit de tussenruimtes van de paxillen terwijl het dier volledig is ingegraven.

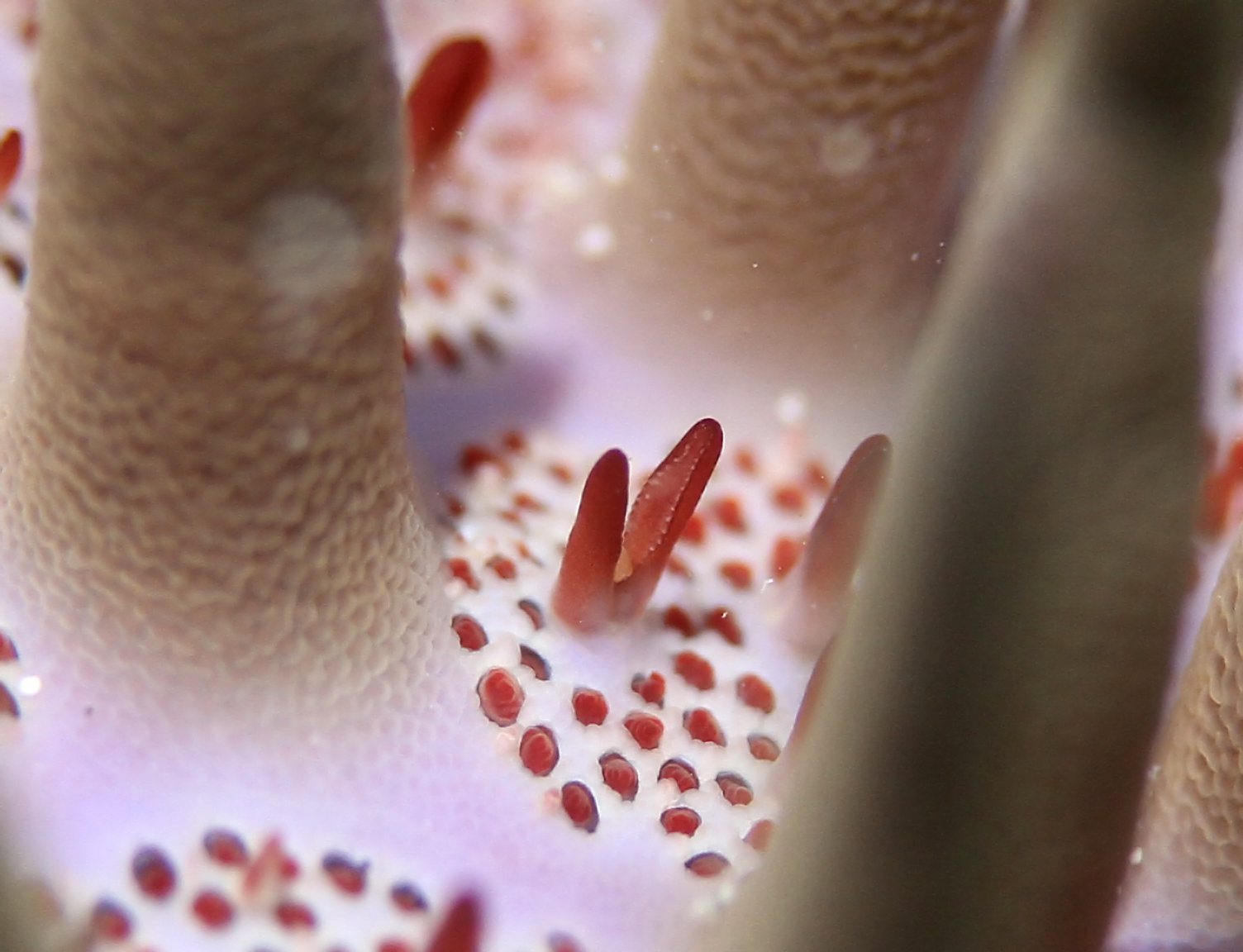
Pedicellariën van de doornenkroon.

De huid van de zeesterren bevat vele zeer kleine, ongesteelde of gesteelde, scharnierende orgaantjes die de kalktangetjes of pedicellariën worden genoemd. Deze uit kalk opgebouwde structuren zijn tussen de stekels en de papillen (papulae) gelegen en zien er meestal uit als twee platte 'bekjes', soms zijn ze getand. Er zijn wat betreft bouw vier typen kalktangetjes, twee vormen die gesteeld zijn, een vorm waarbij de bekjes op de huid zitten en een type waarbij de bekjes in een holte in de huid zitten. De manier waarop de pedicellariën scharnieren verschilt. Bij de meeste soorten bestaat het bekje uit twee tegen elkaar gelegen delen die verbonden zijn met een spiertje, wat doet denken aan een tang. Deze bouw van de kalktangetjes wordt de tangvorm of forceps genoemd. Soms komt een vorm voor waarbij de beide bekdelen elkaar aan de basis kruisen en aan het einde naar elkaar toekomen. Deze laatste vorm wordt de schaarvorm genoemd en is het hoogst ontwikkeld, dergelijke pedicellariën zijn ook krachtiger. De pedicellariën zijn meestal gelijkmatig over de gehele huid verspreid maar kunnen ook in groepjes voorkomen. Ze grijpen kleine organismen die zich op de huid van de zeester begeven, om te voorkomen dat de huid overwoekerd raakt door andere dieren of planten. Op de huid zijn ook trilhaarcellen gelegen die de gegrepen deeltjes afvoeren van de huid. Pedicellariën worden meestal niet gebruikt voor andere doeleinden dan het schoonhouden van de huid, maar er zijn enkele uitzonderingen. De soort Stylasterias forreri heeft duidelijk verlengde kalktangetjes die sterk getand zijn en tegen vijanden worden ingezet. Als deze zeester door een andere zeester wordt aangevallen happen de kalktangetjes kleine stukjes uit de belager die het meestal snel opgeeft. Stylasterias forreri is zelfs in staat met de huidstructuren kleine prooidieren zoals vissen te grijpen en buit te maken.
 Pedicellariën komen behalve bij zeesterren alleen bij zee-egels voor.

## Inwendige anatomie

### Lichaamsholtes
Het lichaam van een zeester bestaat uit drie holtes die met elkaar verbonden zijn. Opmerkelijk is dat niet alleen de volwassen zeesterren drie lichaamholtes bezitten maar ook de larven van zeesterren, die een geheel andere bouw hebben en bijvoorbeeld bilateraal symmetrisch zijn in tegenstelling tot de radiaal symmetrische volwassen dieren.
De kleinste lichaamsholte ligt rond het steenkanaal, deze holte heet de primaire holte of enterocoel. De tweede holte is de secundaire holte of hydrocoel die uiteindelijk het watervaatstelsel van de zeesterren vormt. De grootste lichaamsholte is die van het lichaam zelf, die van de armen inbegrepen. Deze wordt de tertiaire lichaamsholte of somatocoel genoemd. In de holte van de armen zijn de darmen en de geslachtsorganen gelegen die aan de binnenzijde van de armholte aan het lichaam zijn gehecht.
In de lichaamsholte van de centrale lichaamsschijf komen twee ringvormige structuren voor, die wel 'ringkanalen' worden genoemd. Er is een bovenste ringkanaal gelegen aan de aborale zijde en een onderste, aan de mondzijde. Beide kanalen bestaan in feite uit de ruimtes tussen de verschillende organen en hebben geen gedifferentieerd omhulsel. Dit is een groot verschil met gewervelde dieren, die een duidelijke aderwand hebben om het bloed te verdelen.
Beide kanalen hebben uitlopers in alle armen. Het onderste kanaal bestaat uit het watervaatstelsel. Het bovenste kanaal dient om voedingsstoffen te transporteren. De twee kanalen staan met elkaar in verbinding door het axiale orgaan, dat de functie van een soort terugslagklep vervult. Het axiale orgaan wordt wel gezien als een primitieve vorm van het hart zoals dat voorkomt bij andere dieren. Het regelt de osmotische druk in het lichaam en verzorgt de verplaatsing van een met bloed vergelijkbare vloeistof.
De lichaamsholtes worden van zuurstof en voedingsstoffen voorzien door een vloeistof die onder andere losse cellen bevat en de bloedvloeistof wordt genoemd. Het watervaatstelsel staat in verbinding met de papillen op de huid. Zuurstof wordt onttrokken aan het omringende water door de papulae op de huid. In tegenstelling tot andere dieren zijn er geen zuurstofbindende pigmenten in de bloedvloeistof aanwezig. De bloedvloeistof van zeesterren is hierdoor kleurloos en de vloeistof wordt daarom niet gezien als 'echt' bloed. Zuurstof wordt uit het omringende zeewater gehaald en wordt door het watervaatstelsel door het gehele lichaam gebracht.

### Watervaatstelsel

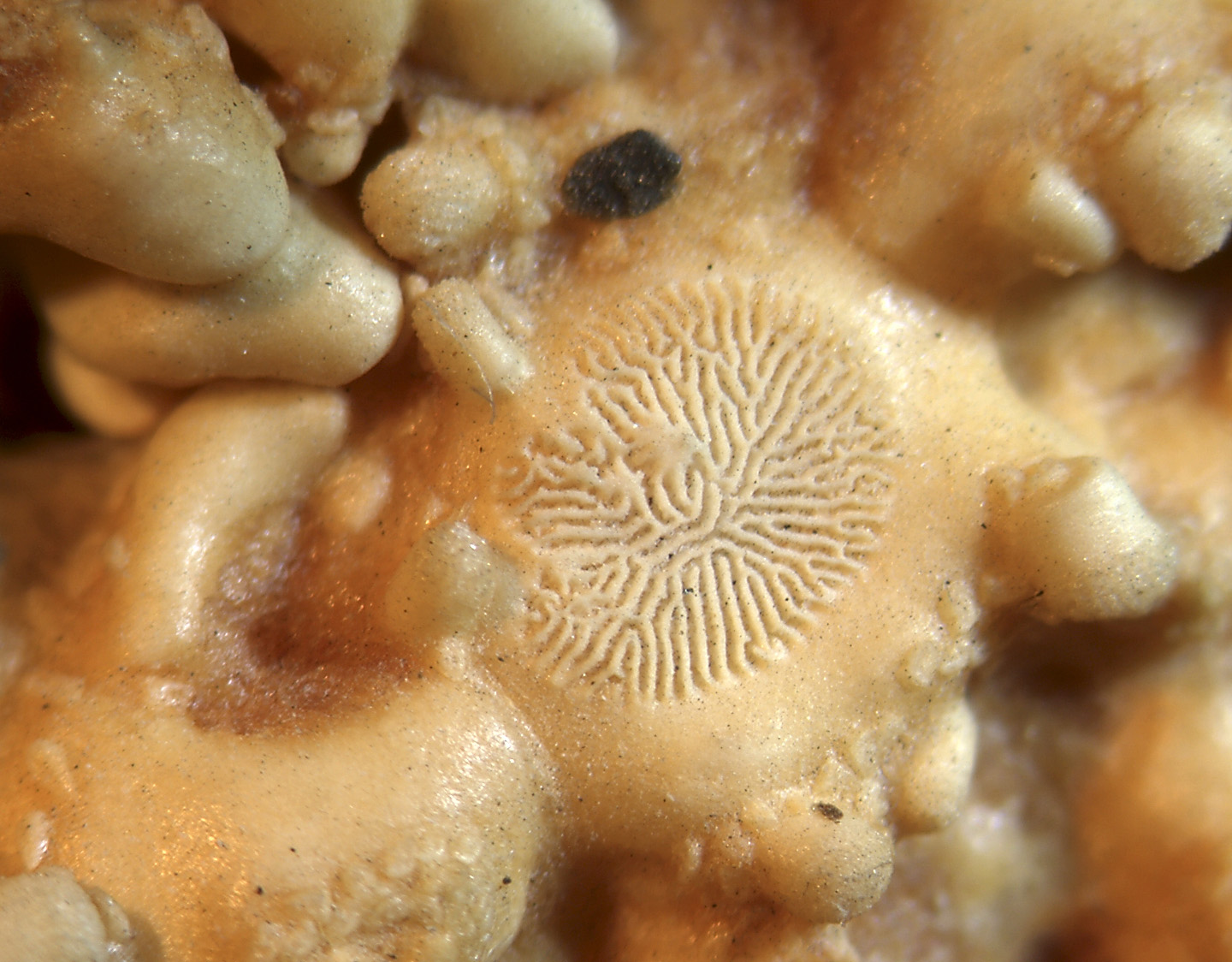
De zeefplaat of madreporiet is de inlaatklep voor water van het watervaatstelsel, afgebeeld is de madreporiet van een onbekende Asterias- soort.

Zeesterren zijn in staat zich voort te bewegen of vast te hechten door middel van het watervaatstelsel of ambulacraal stelsel. Het komt ook voor bij andere stekelhuidigen en onderscheidt deze groep van alle andere dieren.
Het watervaatstelsel bestaat uit een ringvormig kanaal in het onderste deel van de centrale lichaamsschijf dat het ringkanaal wordt genoemd. Om het ringkanaal te onderscheiden van het aan de bovenzijde gelegen ringvormige vaatstelsel wordt ook de naam orale ring gebruikt. Aan het ringkanaal zitten één of meer blaasjes die dienen als buffer om water vast te houden wanneer de druk elders in het watervaatstelsel wordt verhoogd. Het ringkanaal heeft een uitloper in iedere arm. Deze uitlopers worden de radiaalkanalen genoemd.
Het watervaatstelsel staat in verbinding met de buitenwereld via de madreporiet (zeefplaat) aan de aborale zijde van het lichaam. Deze lichaamsopening is bij veel zeesterren goed te zien vanwege de vaak afwijkende kleur en het ontbreken van stekels. Bij sommige soorten is de zeefplaat juist verborgen tussen de stekels. De madreporiet heeft veel kleine poriën die alleen water doorlaten. Deze zeefplaat komt bij alle stekelhuidigen voor. Sommige zeesterren hebben meerdere zeefplaten. Via de zeefplaat wordt het water door een kanaaltje naar het ringkanaal gevoerd. Dit kanaaltje wordt het steenkanaal genoemd. Het steenkanaal is het enige lichaamsdeel dat geheel omringd is met kalkplaatjes. Het heeft vaak een S-vorm en mondt uit in het ringkanaal van het watervaatstelsel.

#### Buisvoetjes

Schema van de anatomie van een van de lichaamslobben.

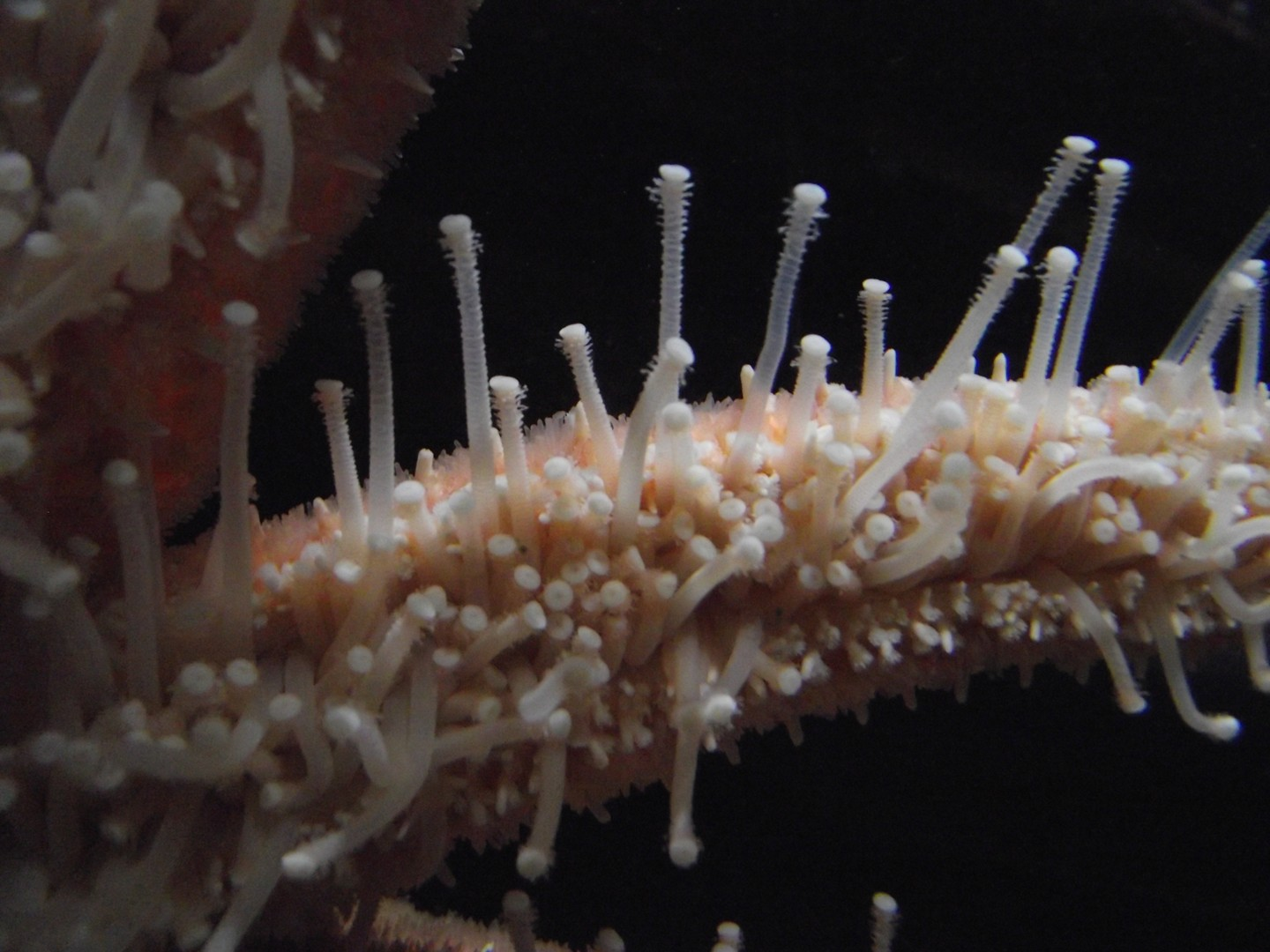
Buisvoetjes van de zonnebloemster.

De radiaalkanalen staan in verbinding met de buisvoetjes onderaan de armen. Deze voetjes staan weer in verbinding met de ampullen. Dit zijn gespierde zakjes die gevuld zijn met water als de voetjes zijn ingetrokken. Als de zeester wil lopen wordt het water middels een spierbeweging uit de ampulla geknepen waardoor het buisvoetje wordt uitgestulpt. Het buisvoetje zelf bestaat uit huidweefsel en lengtespieren die vrij krachtig zijn. Om te voorkomen dat water weglekt van het buisvoetje of de ampulla naar het radiaalkanaal is een soort terugslagklep aanwezig, bestaand uit een klein vliesje tussen het buisvoetje en de ampulla enerzijds en het radiaalkanaal anderzijds.
De buisvoetjes komen voor bij alle soorten. Meestal zijn twee rijen voetjes aanwezig aan de onderzijde van iedere arm, soms zijn dit vier rijen. Vaak zijn de voetjes voorzien van een zuignapje, behalve bij zeesterren die zich vaak ingraven, zoals soorten uit het geslacht Astropecten. De aanwezigheid van de kleine voetjes is een groot verschil met de slangsterren; deze verwante en soms sterk gelijkende dieren hebben nooit ambulacraalvoetjes en verplaatsen zich door een van de 'armen' uit te strekken en te ankeren en het lichaam er vervolgens achteraan te slepen.
Zeesterren verplaatsen zich uitsluitend met de buisvoetjes aan de onderzijde van de armen. De armen zelf worden niet gebruikt om het lichaam voort te slepen. Ze kunnen het lichaam ook ankeren aan het oppervlak door de voetjes vast te zuigen. Ze verplaatsen zich door de voetjes aan de achterzijde van de bewegingsrichting uit te strekken en die aan de voorzijde juist in te trekken. De voetjes bewegen onafhankelijk van elkaar. Ze hebben veel weg van stelten. Bij een aantal zeesterren is er een 'hoofd'-arm die wordt gebruikt om de bewegingsrichting te bepalen maar meestal gaat een willekeurige arm voorop. Bij andere soorten is de bewegingsrichting volkomen willekeurig.
Zeesterren verplaatsen zich vaak zeer langzaam. De meeste soorten bewegen zich voort met een snelheid van drie tot vijf meter per uur. De snellere soorten bereiken een snelheid van 120 meter per uur, dus twee meter per minuut. De in België en Nederland voorkomende gewone zeester (Asterias rubens) kan zich voortbewegen met een snelheid van zo'n vijf tot acht centimeter per minuut. De vijfhoekige zeester Asterina gibbosa is een van de langzaamste soorten en verplaatst zich met een snelheid tot 2,5 centimeter per minuut. De loopsnelheid is afhankelijk van de omstandigheden. Van de soort Asterias rubens is bekend dat het dier al foeragerend 15 tot 20 cm per minuut aflegt maar bij gevaar met een snelheid van 25 tot 30 cm per minuut wegvlucht.
Zeesterren verplaatsen zich alleen als ze op zoek zijn naar voedsel of als de omstandigheden ongunstig worden. Meestal liggen ze stil op de bodem. Van zeesterren die leven in schrale, zandige delen van de diepzee is bekend dat ze veel sneller kunnen lopen dan soorten die in de meer voedselrijke kuststreken leven. Vermoedelijk heeft dit te maken met de grotere afstanden die de eerste groep moet afleggen om aan voldoende voedsel te komen.
Veel zeesterren kunnen klimmen, zoals langs steile kliffen en op stalen kabels die door de mens zijn aangelegd. Ook van waarnemingen in aquaria is bekend dat zeesterren loodrecht tegen een glazen wand kunnen klimmen. Een deel van de voetjes hecht zich hierbij aan de steile ondergrond, terwijl andere voetjes zich uitstrekken en zich ankeren. Vervolgens laten de voetjes die aan de ondergrond gehecht zijn los en maken de hechtende voetjes een trekkende beweging. De losgelaten voetjes strekken zich vervolgens uit en hechten zich verderop aan de ondergrond, waarna het proces zich herhaalt. Van de soort Pisaster ochraceus is bekend dat die binnen 24 uur een loodrechte afstand van twee tot drie meter kan afleggen. Zeesterren zonder zuigvoetjes kunnen ook klimmen door de uiteinden van de voetjes vast te lijmen met een kleefstof.
De buisvoetjes worden ook gebruikt om zuurstof uit het omringende water op te nemen. Door de dunne huid van de buisvoetjes is opname van opgeloste stoffen eenvoudig. Ook worden stikstofhoudende afvalstoffen aan het water afgegeven, zoals ammoniak.

### Spijsvertering

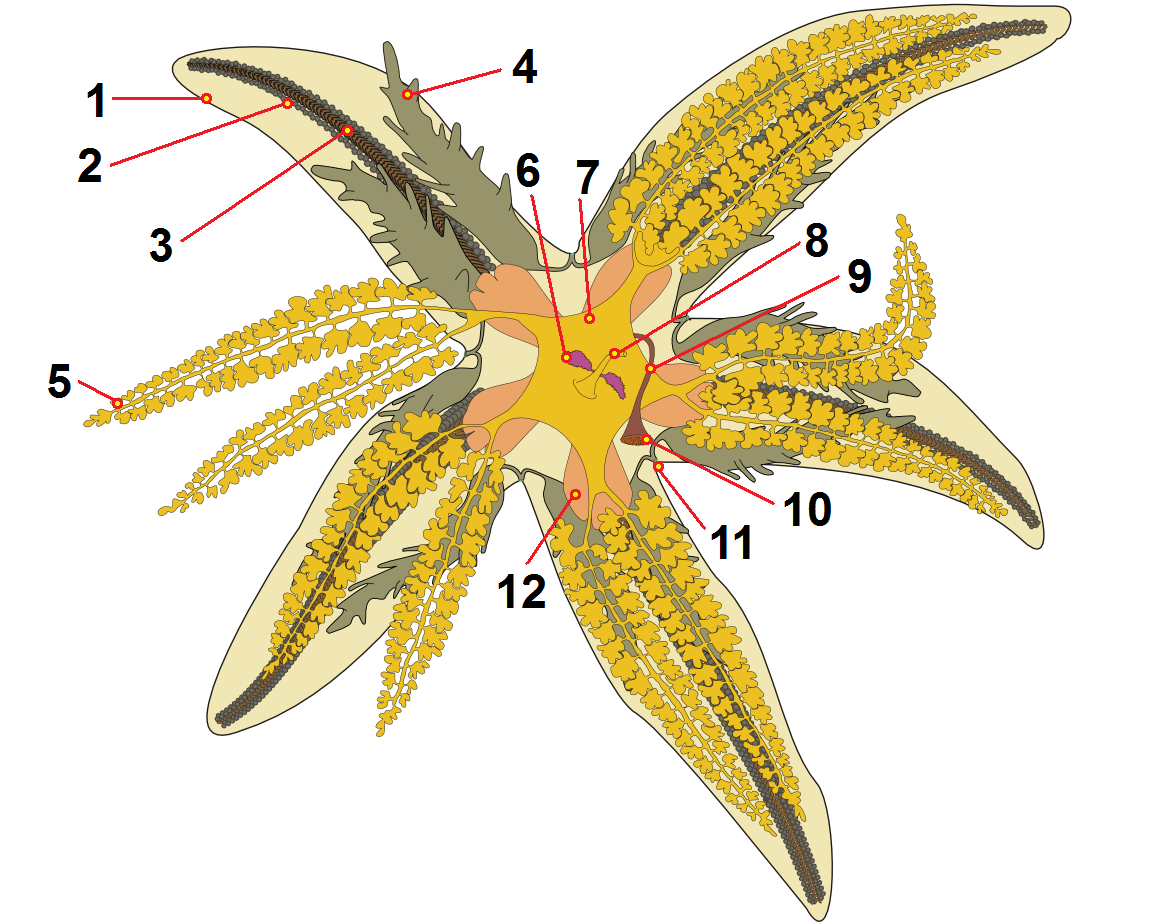
Belangrijkste delen van een zeester, afgebeeld is Asterias rubens
----

Het spijsverteringskanaal begint met de mond die aan de onderzijde ligt. De mond is voorzien van kleine kalkplaatjes die de opening omgeven. De mond staat via een korte slokdarm in verbinding met een maag. Deze maag scheidt enzymen af waardoor het verteringsproces begint. Deze 'eerste' maag is in de lichaamsschijf gelegen en wordt wel de spiermaag genoemd. De zeester heeft ook een soort 'tweede' maag, de pylorische maag, die in de armen zit. Deze samengestelde maag bestaat per arm uit een kanaal dat het pylorisch kanaal wordt genoemd. Het pylorisch kanaal draagt gepaarde klierstructuren aan de onderzijde, de maagblindzakken. De zeester heeft meestal vijf paar maagblindzakken aan ieder pylorisch kanaal. De maagblindzakken zijn sterk vertakt en bevatten de spijsverteringsklieren. In de maagblindzakken worden nog meer enzymen toegevoegd aan het voedsel zodat het verder verteerd kan worden. De maagzakken bevatten ook cellen die eiwitten en voedsel opslaan als reserve. De afvalstoffen worden weer teruggevoerd via een kanaal naar het bovenste deel van de spiermaag waarna ze worden uitgescheiden via een korte darm en ten slotte de anus. Aan weerszijden van de anus zijn twee rectaaldivertikels gelegen, dit zijn twee trosvormige uitstulpingen die een klierfunctie hebben.

### Bloedsomloop
Zeesterren hebben geen aderen, de vloeistof stroomt vrijelijk door het lichaam, de bloedstroom wordt wel gekanaliseerd door de verschillende lichaamsweefsels. Ze hebben dus geen eigen omhulsel zoals van bloedvaten van hogere dieren bekend is. De bloedvloeistof bestaat grotendeels uit zeewater dat door de madreporiet is gefilterd. Hieraan worden lichaamscellen, en daarnaast verschillende eiwitten en een verhoogde concentratie kalium toegevoegd.
De holtes waar de bloedvloeistof zich bevindt worden de bloedlacunes genoemd. Er zijn verschillende van deze lacunes, de belangrijkste voert de voedingsstoffen vanuit de maagblindzakken naar de overige weefsels. De bloedkanaaltjes van alle armen komen uit aan de bovenzijde van de maag in een ringvormig vat dat in verbinding staat met het axiaalorgaan. Vanuit het axiaalorgaan wordt de bloedvloeistof door uitsparingen tussen de lichaamsweefsels tot in de uiteinden van de armen gestuwd. De vloeistof wordt verder rondgepompt door spiersamentrekkingen maar ook door de trilhaartjes die de binnenzijde van de lichaamsholte bekleden.

### Voortplantingsorganen
De voortplantingsorganen van de zeester zijn in de armen gelegen. De voortplantingsorganen bestaan uit een streng aan de bovenzijde van de arm waaraan de geslachtscellen zijn gehecht. Deze hangen in kleine trosjes aan de streng en worden de gonaden genoemd. Bij de jonge zeesterren zijn ze nog klein, maar als de dieren volwassen worden rijpen de gonaden en nemen ze enorm in volume toe. Ze vullen vaak een groot deel van de arm. De ovaria zijn groter dan de testes omdat de eicellen een dooier bevatten en hierdoor meer volume innemen.
Zeesterren zijn meestal óf mannelijk of vrouwelijk; de beide seksen zijn vaak zeer moeilijk uit elkaar te houden. Mannetjes en vrouwtjes verschillen vaak alleen in de geslachtsorganen in de armen en dit is vanaf de buitenzijde niet te zien. Het geslacht kan bij exemplaren in het wild alleen met zekerheid worden vastgesteld als ze eieren dan wel spermacellen uitscheiden.
Bij het afgeven van zaad- of eicellen wordt een porie aan de basis van de arm gebruikt die als geslachtsopening kan worden gezien. Sommige zeesterren hebben meerdere geslachtsopeningen aan iedere armbasis.
Zie voor de manier van voortplanten ook onder voortplanting en ontwikkeling

### Zenuwstelsel en zintuiglijke waarneming

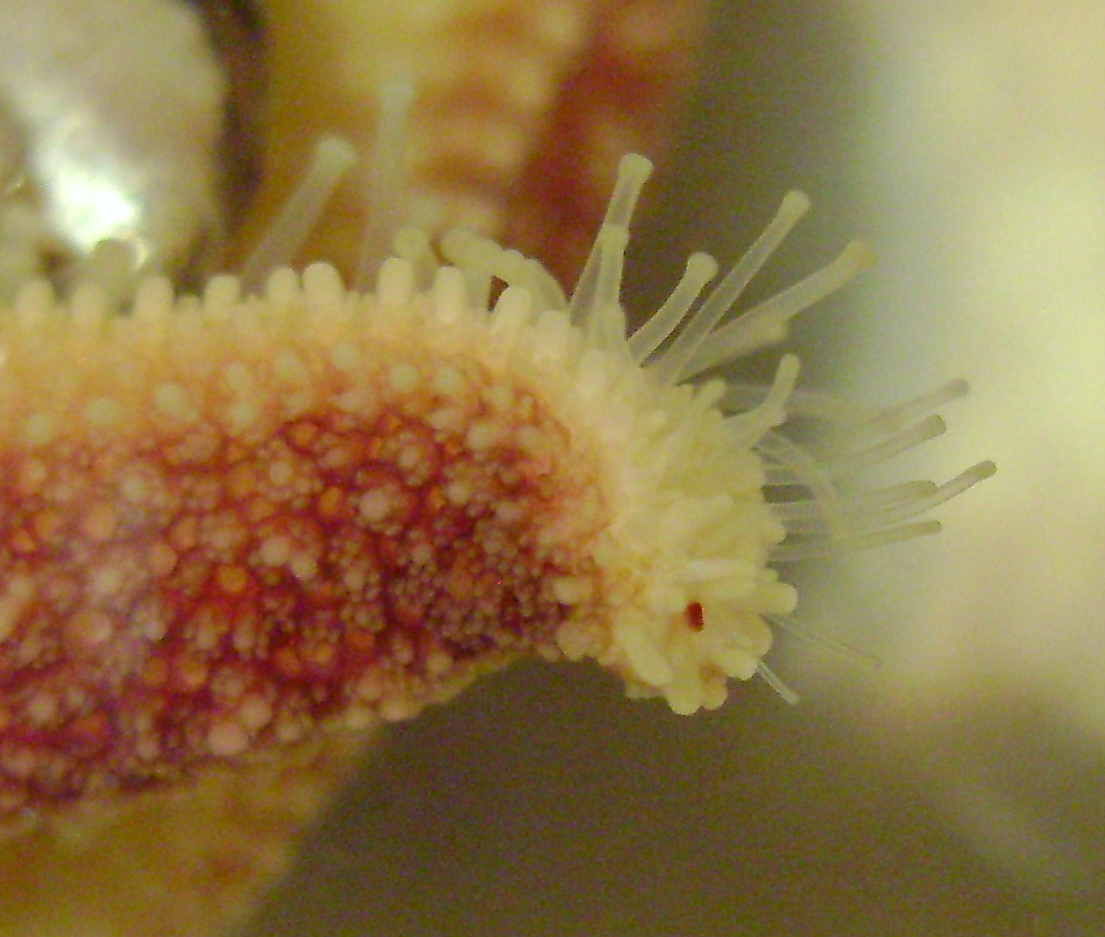
Arm van een Leptasterias- soort. Het rode puntje aan het uiteinde van de arm is een van de oogjes van de zeester.

De huid van zeesterren is voorzien van vele zintuiglijke cellen die verspreid over het lichaamsoppervlak liggen. De zenuwcellen op de huid staan in verbinding met elkaar middels een fijnmazig net van zenuwen. De zenuwcellen aan de bovenzijde van de huid vormen tezamen het ectoneurale zenuwstelsel. Hiermee kan de zeester veranderingen waarnemen in de omstandigheden in het zeewater, als het zoutgehalte en de omgevingstemperatuur. Daarnaast voelen zeesterren het als ze worden aangeraakt en kunnen ze met behulp van de zintuiglijke cellen grove lichtverschuivingen opmerken. Zeesterren hebben bovendien een hyponeuraal zenuwstelsel, dit bestaat uit zenuwen die de spieren van de armen en de organen aansturen.
De zenuwkanalen onder de armen worden de radiaalzenuwen genoemd en zijn net als het watervaatstelsel niet gelegen in de armholte, maar erbuiten in de ambulacrale groeve onderaan de arm. De zenuwkanalen zijn gelegen onder de radiaalkanalen van het watervaatstelsel. Net als bij het watervaatstelsel het geval is, komen de verschillende zenuwkanalen van de armen samen in een ringvormige zenuw in de centrale lichaamsschijf. Deze zenuw wordt de ringzenuw genoemd. Daar waar de radiaalzenuwen van de armen kruisen met de ringzenuw is een zenuwknooppunt gelegen dat de zenuwen van een enkele arm aanstuurt. Iedere arm kan hierdoor zelfstandig bewegen. De ringzenuw coördineert het geheel maar kan ook zelf zenuwimpulsen geven.
Zeesterren kunnen licht waarnemen door een tot lichtgevoelig orgaan omgebouwd uiteinde van de radiaalzenuw dat iets uitsteekt door de huid, aan de orale zijde van iedere arm. Het oogje is bij de meeste soorten te herkennen aan de rode kleur. Omdat alle armen een dergelijk orgaantje hebben kan waarschijnlijk ook de positie van de lichtbron worden bepaald. Bij sommige soorten is het oogje goed ontwikkeld, zoals bij soorten uit het geslacht Marthaster. Deze soorten hebben een bekerachtig orgaantje dat een primitieve lens heeft, bestaande uit een deel van de huid. Rond ieder oogje is bij veel soorten een krans van kleine stekeltjes aanwezig, die eenzelfde functie heeft als de wimpers.
De zintuiglijke cellen op het lichaam hebben een chemosensorische functie en zijn in staat om het water te 'proeven'. Dit vermogen wordt voornamelijk gebruikt om prooien op te sporen. Van zeesterren is bekend dat ze op aas afkomen, uit proeven in een aquarium blijkt dat de zeester in de kortste lijn op een voorgehouden prooi afloopt. Uit proeven in de zee blijkt dat de gewone zeester (Asterias rubens) recht op een oesterbank afloopt als hij op een afstand van twaalf meter van de oesters wordt afgezet. Op veel grotere afstanden is de zeester niet meer in staat zijn prooi te detecteren.

## Voedsel en jacht

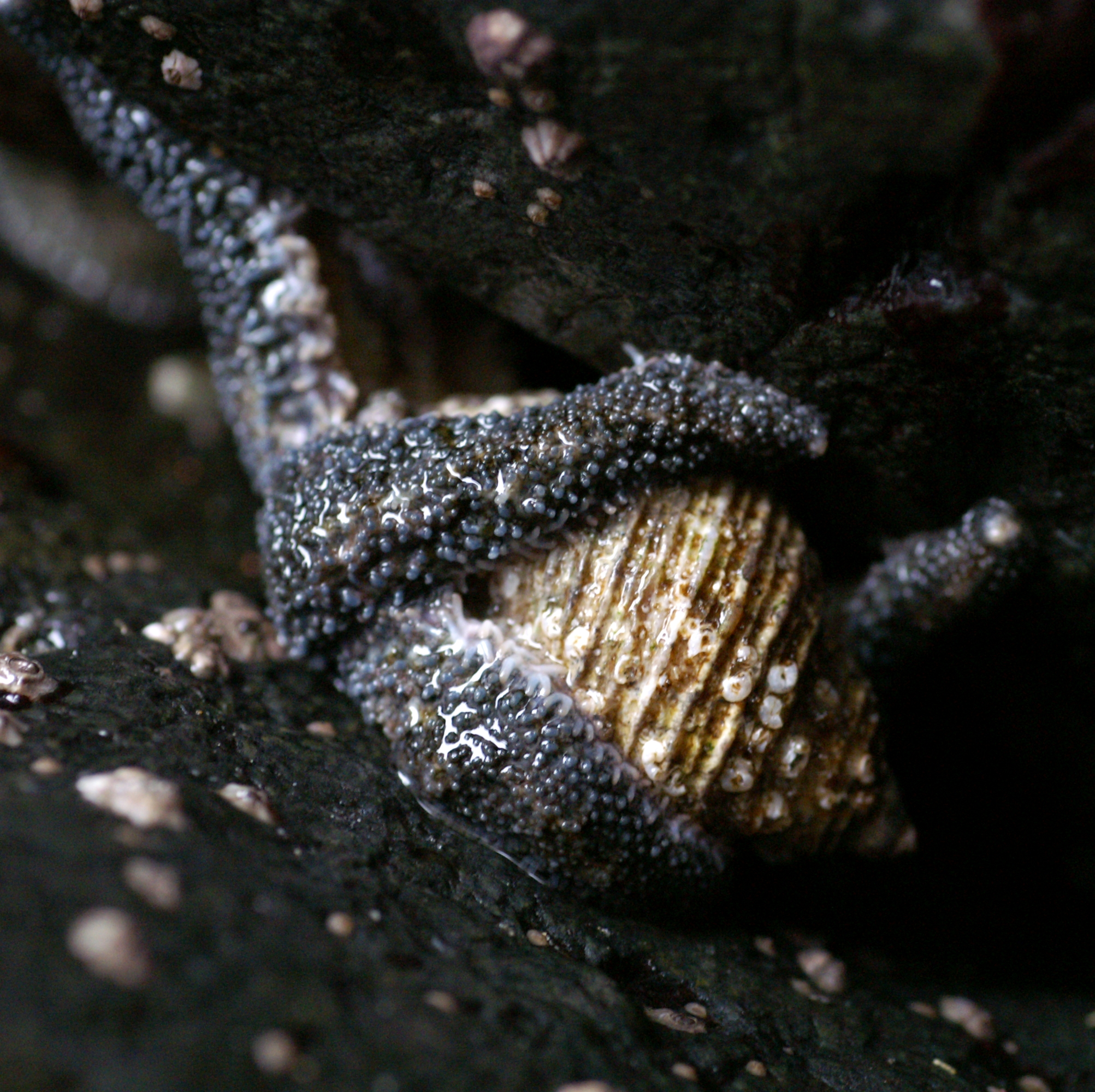
De zeester Leptasterias hexactis valt de zeeslak Nucella lima aan.

De manier van eten is bij veel soorten zeesterren opmerkelijk; ze stulpen hun maag uit en verteren het voedsel al deels buiten het lichaam. Zeesterren hebben meestal een anus, maar deze ontbreekt bij de primitieve soorten. Vaak zijn zeesterren predatoren, andere soorten grazen op algen en zeegras en weer andere soorten leven van micro-organismen. De soorten uit de familie Porcellanasteridae eten vooral kiezelwieren, foraminiferen en radiolariën. Ze kunnen ook van geheel andere materialen leven, zo is van de soort Odontaster validus bekend dat de uitwerpselen van zeehonden worden gegeten.
De zeesterren die zich voeden met micro-organismen bezitten langs de armgroeve waarin de voetjes staan, een bijzonder goed ontwikkeld trilhaarapparaat. Ze tasten met de voetjes de bodem af of doorwoelen daarmee de bovenste grondlagen om kleine plantjes en diertjes en afgestorven organismen (detritus) te vinden. Als ze voedsel tegenkomen, brengen ze het naar de mond met hun trilharen. Ze scheiden een grote hoeveelheid slijm af dat het voedseltransport vergemakkelijkt. Een voorbeeld van een dergelijke soort is Porania pulvillus.
De meeste zeesterren zijn roofdieren. Het voedsel van dergelijke rovers verschilt vaak enigszins per groep, de meeste soorten leven van tweekleppigen. De soort Asterina gibbosa eet voornamelijk sponsdieren en manteldieren. De doornenkroon eet poliepen van koralen door ze letterlijk af te grazen. Het ganzevoetje (Anseropoda placenta) leeft in hoofdzaak van kreeftachtigen, zoals garnalen, heremietkreeften, krabben en vlokreeften. De prooi van de meeste zeesterren bestaat uit mosselen, en andere tweekleppigen, slakken en daarnaast worden zeepokken, kokerwormen, schaalhorens, keverslakken en dode dieren gegeten. Ook andere stekelhuidigen staan bij sommige zeesterren op het menu, zoals zee-egels en slangsterren en soms zelfs andere soorten zeesterren. Van de soort Pisaster brevispinus is bekend dat voornamelijk platte zee-egels (zanddollars) worden gegeten. Zeesterren vangen vrijwel altijd langzame prooien, slechts enkele soorten maken weleens dieren buit die kunnen zwemmen, zoals vissen en kreeftachtigen zoals steurgarnalen.
Enkele soorten zeesterren kunnen hun maag niet buiten het lichaam brengen. Zij zijn hierdoor genoodzaakt de prooi in zijn geheel op te eten, een voorbeeld zijn de kamsterren uit het geslacht Astropecten. Deze slokken de gehele prooi op en braken onverteerbare delen, zoals de schelp, via de mondopening uit. Deze groep van zeesterren heeft dan ook geen anus.
Zeesterren staan bekend als grote eters, die in korte tijd een grote hoeveelheid prooien kunnen buitmaken en opeten. In de maag van een rode kamster werden bijvoorbeeld eens zes slakken van het geslacht Tellina, vijf slakken van het geslacht Dentalium, tien sint-jakobsschelpen en meerdere kegelslakken aangetroffen. In de maag van een exemplaar van de soort Luidia sarsi zijn ooit 73 kleine slangsterren gevonden. Oudere zeesterren eten verhoudingsgewijs veel minder dan jonge exemplaren. Oudere dieren eten ongeveer drie procent van het eigen lichaamsgewicht per dag, terwijl jonge exemplaren zo'n 25 tot 30 procent van het eigen lichaamsgewicht opnemen. Als de watertemperatuur te laag is wordt er niet naar voedsel gezocht. Zeesterren zijn in staat reservevoedsel op te slaan in hun lichaam en kunnen lange tijd zonder voedsel. Van enkele soorten is bekend dat ze tot anderhalf jaar zonder voedsel kunnen leven.
Zeesterren scheiden chemische verbindingen af waardoor ze een bepaalde geur hebben die door andere dieren wordt herkend. Bij het zoeken naar voedsel hebben ze hier duidelijk last van omdat ze herkend worden als vijand en het prooidier op de vlucht kan slaan. Van enkele soorten zeeslakken is bekend dat ze zichzelf wegrollen met hun voet om buiten het bereik van de zeester te blijven. Andere slakken brengen een soort slijmerige capsule over hun huisje waar de zeester geen grip op heeft.
Tweekleppige weekdieren uit het geslacht Spisula kunnen heuse sprongen maken van meer dan 10 centimeter ver. Bekend is ook de reactie van een sint-jakobsschelp op de nadering van een zeester. Het weekdier maakt zich uit de voeten met behulp van een soort straalaandrijving, waarbij het lijkt alsof het schelpdier in paniek wegzwemt.

### Buitmaken van tweekleppigen

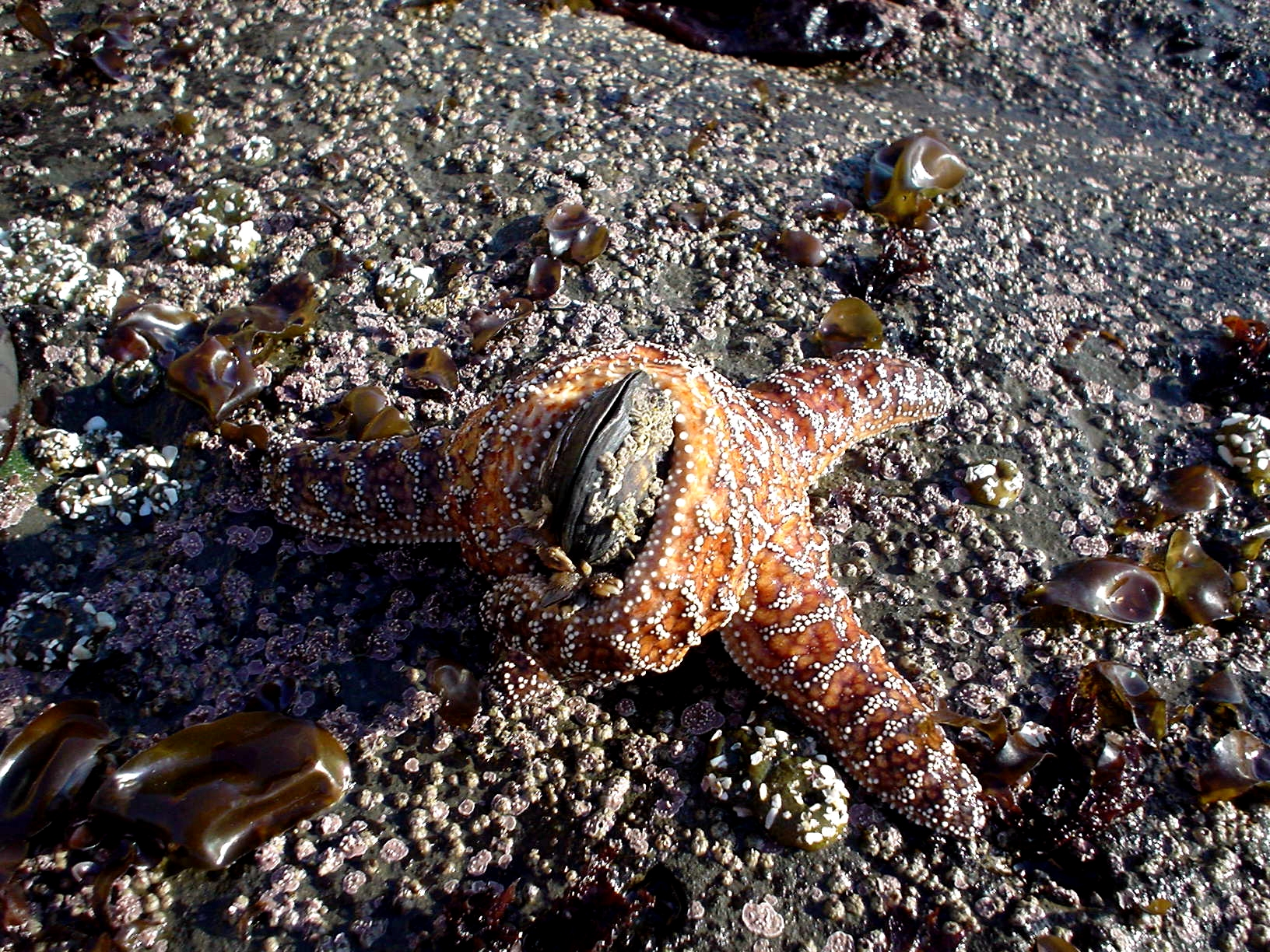
De zeester Pisaster ochraceus valt een mossel aan.

Een tweekleppig schelpdier wordt beschermd door zijn stevige schelp, deze wordt dichtknepen met een zeer krachtige sluitspier. Een zeester die op een tweekleppige jaagt, brengt deze naar zijn mondopening door de prooi van voetje naar voetje te verplaatsen, of door de hele arm te buigen. Vervolgens zuigen de voetjes zich vast aan de schelp en wordt een trekkracht uitgeoefend op beide schelphelften van het weekdier. Van de soort Asterias forbesi is bekend dat een trekkracht van ongeveer 1,5 kilo kan worden uitgeoefend en van de gewone zeester is een trekkracht tot vier kilo gemeten.
Het weekdier kan de druk enige tijd weerstaan maar wordt uiteindelijk moe waarna de schelp zich een beetje opent. Veel zeesterren kunnen de omvangrijke in diepe plooien gelegen maag door de mondopening naar buiten uitstulpen. Door het samentrekken van spieren van de armen en de lichaamsschijf, wordt de druk in de lichaamsschijf verhoogd en wordt de maag naar buiten geperst. De maag kan al door een schelpopening van een tiende van een millimeter naar binnen worden gebracht. Ook de van nature gevormde minuscule openingen in de schelp zijn soms al voldoende, zoals de openingen in de schelp van mosselen waardoor de lijmdraden uit de schelp komen of de achterzijde van de schelpdelen die altijd iets van elkaar staan vanwege de aanwezigheid van de ademhalingsorganen.
De maag scheidt spijsverteringsenzymen af die de sluitspieren van de schelp aantasten. Hierdoor gaan de schelphelften helemaal open en kan de zeester zijn prooi opeten. Zeeslakken hebben vaak een deksel waarmee ze hun schelp afsluiten bij gevaar. Zeesterren trekken het deksel gemakkelijk uit het huis zodat de slak verteerd kan worden. De spijsverteringssappen verspreiden zich hierbij door het gehele slakkenhuis.
De spijsverteringssappen worden niet door de maag zelf geproduceerd maar zijn afkomstig van de maagblindzakken. De sappen worden via trilharen en kleine kanaaltjes naar de maag gebracht waar ze op de weke delen van de prooi worden afgezet. Door de vloeistof gekanaliseerd af te geven wordt voorkomen dat de spijsverteringssappen worden verdund door het omringende zeewater. Vroeger werd wel gedacht dat zeesterren de mossel met gif doden maar dat is achterhaald. Uiteindelijk zal het lichaam van de prooi geheel oplossen en opgenomen worden in het lichaam. Daarna wordt de maag weer teruggetrokken.
Als een zeester een in de bodem ingegraven mossel tegenkomt wordt deze simpelweg uitgegraven en opgegeten. De zeester gebruikt zijn voetjes om het omringende zand naar buiten te schuiven zodat het dier steeds dieper wegzakt in het substraat. De zeester kan er meerdere dagen over doen om zich naar de mossel te graven. Zodra de voetjes de schelp voelen zuigen ze zich vast en wordt de prooi uit de bodem getrokken.

## Vijanden en bedreigingen

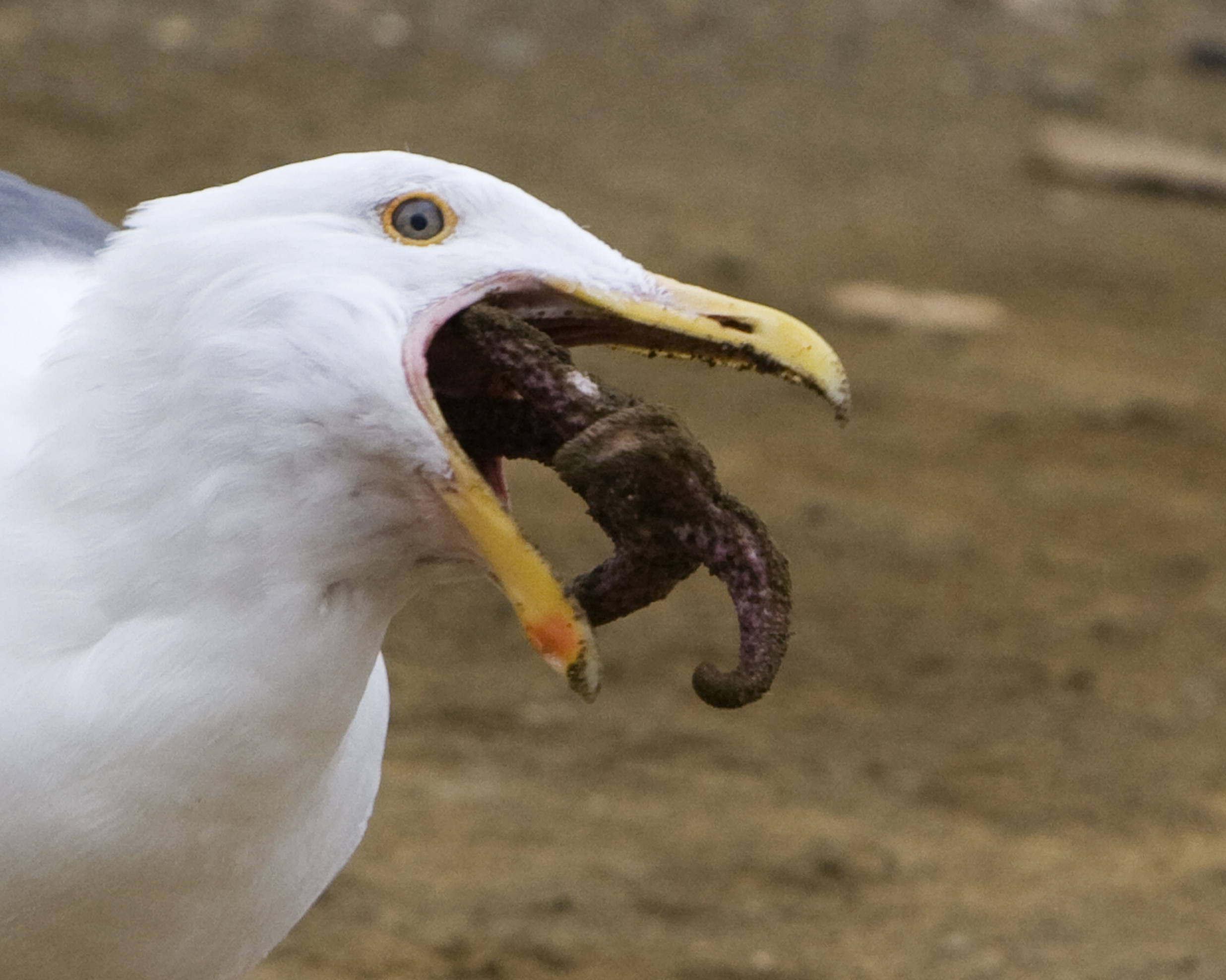
Een Californische meeuw (Larus occidentalis) eet een zeester.

Juvenielen (jonge zeesterren) zijn relatief klein en worden door veel dieren gegeten. Een voorbeeld is de kabeljauw, die veel kleine zeesterren eet.
Ook andere bodemvissen leven deels van zeesterren, er zijn geen soorten bekend die zich hebben gespecialiseerd in het eten van zeesterren. Dit geldt ook voor veel soorten zeevogels zoals de meeuwen, die regelmatig een zeester opeten maar een voorkeur hebben voor andere zeedieren zoals vissen.
Daarnaast zijn verschillende krabben en kreeftachtigen aan te merken als vijand. Zij eten vaak niet de gehele zeester maar tasten delen van de buisvoetjes of armen aan. Een voorbeeld is de garnaal Hymenocera picta.
Een zoogdier waarvan bekend is dat het graag zeesterren eet is de noordelijke butskop (Hyperoodon ampullatus). Dit is een walvisachtige die tot de dolfijnen behoort en ook vissen en zeekomkommers eet.

### Kannibalisme
Zeesterren zijn met name als juveniel heel kwetsbaar, ze worden vaak door grotere zeesterren aangevallen. Sommige zeesterren leven in hoofdzaak van andere zeesterren, een voorbeeld is de gestekelde zonnester. Deze soort jaagt actief op onder andere de gewone zeester. De prooi laat vaak de arm die wordt aangevallen los, zodat het dier kan ontsnappen en de vijandige zeester iets te eten heeft.
De kleinere en sterk gelijkende Solaster endeca heeft een andere tactiek, deze kruipt op de punt van een arm van een andere zeester en begint van hieruit langzaam de gehele arm op te eten. Pas als de arm te breed wordt voor de mondopening van de predator laat hij los, maar dit kan dagen duren. Het slachtoffer kan niets doen tegen zijn vijand en sleept hem noodgedwongen mee terwijl de arm langzaam wordt verteerd.

### Commensalen, symbionten en parasieten

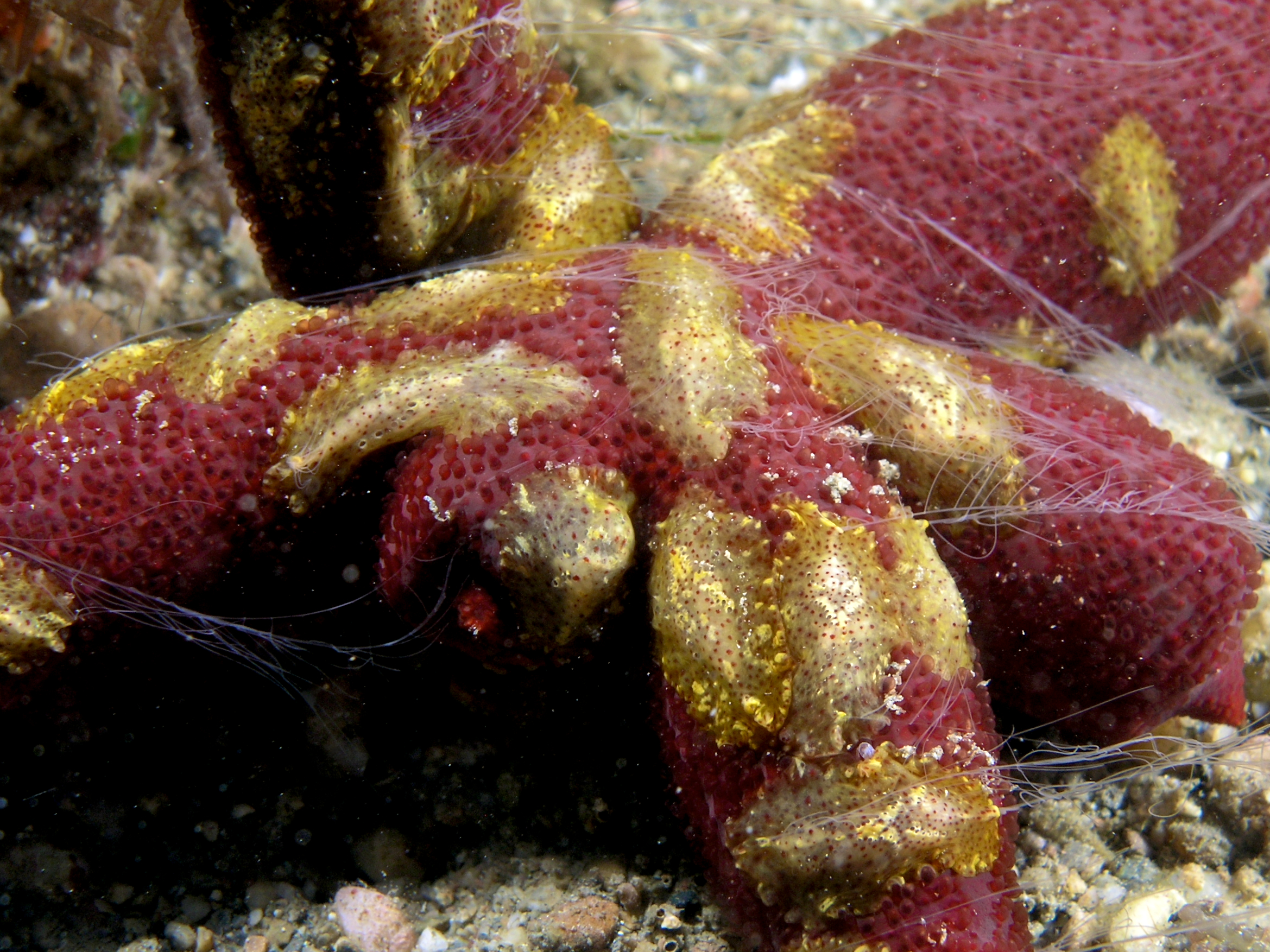
Coeloplana astericola is een bodembewonende ribkwal die leeft op de huid van zeesterren, hier de soort Echinaster luzonicus.

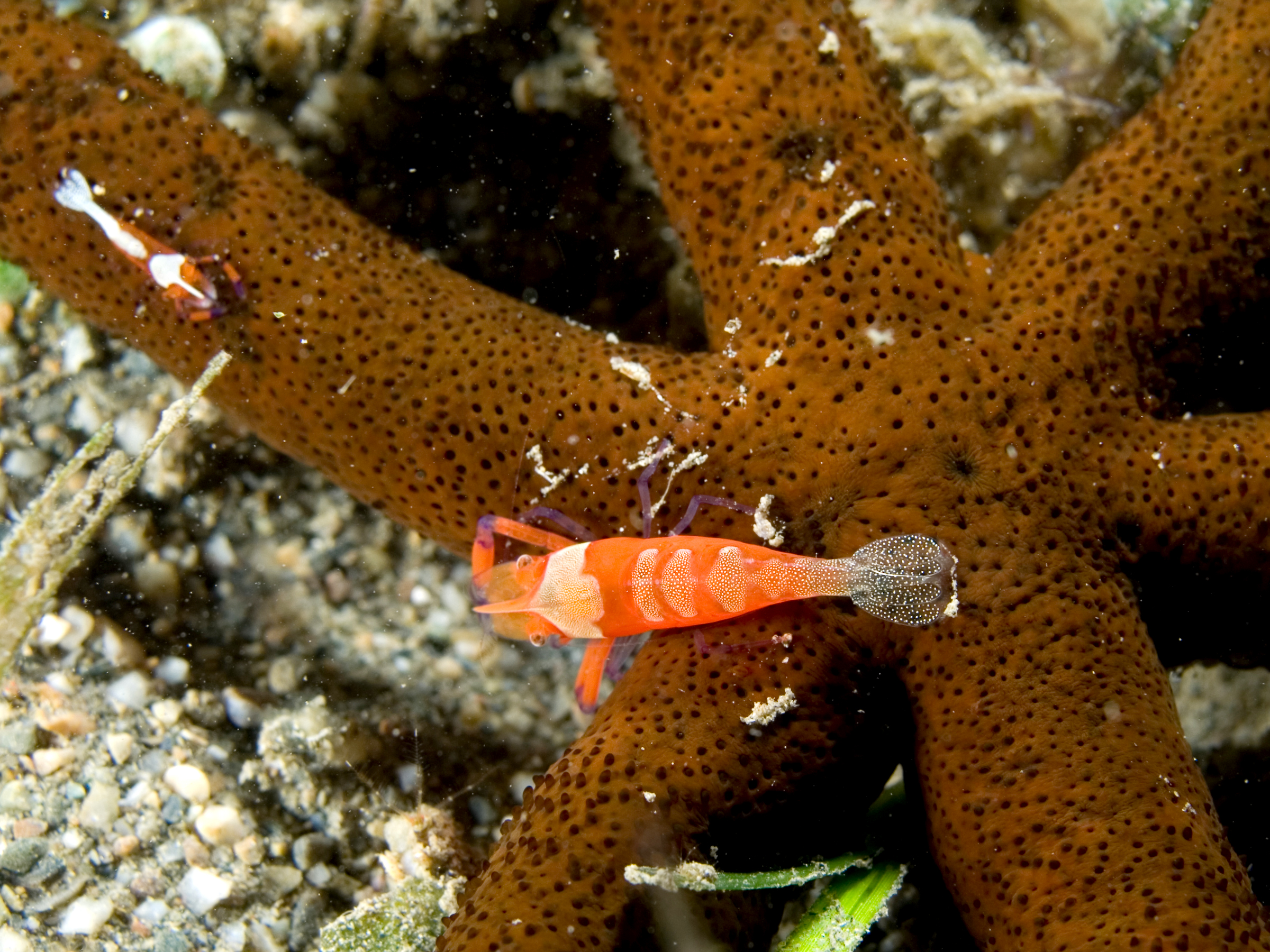
De garnaal Periclimenes imperator leeft op zeesterren uit het geslacht Linckia

Veel zeesterren hebben een symbiotische relatie met andere dieren. Dit zijn dieren die alleen op of bij de zeester leven en de zeester biedt ze onderdak. Van de soort Solaster stimpsoni is bekend dat de borstelworm Arctonoe vittata op de zeester leeft. Deze borstelworm komt ook voor op andere zeesterren en ook op zeeslakken. Andere soorten zijn commensaal, ze eten kleine diertjes van de huid van de zeester maar blijven niet bij een vaste gastheer. Een voorbeeld is de garnaal Periclimenes imperator, die van dier naar dier gaat om parasieten van de huid te plukken en op te eten. Dergelijke commensalen zijn vergelijkbaar met de bekende poetsvissen.
Zeesterren worden belaagd door vele dieren die als parasitair kunnen worden gezien. Meestal zijn het voedselparasieten die leven van de deeltjes die zich tussen de trilharen van de zeester bevinden. Voorbeelden zijn trilhaardiertjes, borstelwormen, vlokreeften en eenoogkreeftjes. Deze dieren bevinden zich op de huid of in de ambulacraalgroeve en eten delen van het voedsel van de zeester. Dergelijke dieren eten soms ook stukjes van de huid van de zeester.
Ook sommige ribkwallen leven op de huid van de zeester, dergelijke soorten hebben zich ontwikkeld tot bodembewoners. Veel ribkwallen zijn typisch kwalachtige dieren die in het water zweven. Een aantal soorten echter heeft een op een korstmos gelijkend lichaam dat plat is en zich over de huid van een zeester begeeft. Dergelijke ribkwallen zijn alleen als zodanig te herkennen aan de twee tentakels die iedere ribkwal bezit. Een voorbeeld is de soort Coeloplana astericola. De ribkwallen nemen voedseldeeltjes op van de zeester maar ontdoen de huid ook van parasieten, zodat de ribkwal en de zeester ook een symbiotische relatie hebben.
Als echte parasieten zijn de vertegenwoordigers van de Ascothoracida aan te merken. Deze kreeftachtigen zien eruit als zeepokken en leven als endoparasiet op de zeester, dus in het dier zelf. De zeeslakken uit de familie Eulimidae parasiteren op zeesterren, ze kruipen over de huid terwijl ze lichaamsweefsel van de zeester afschrapen.
Ook sommige vissen parasiteren als larve op de zeester, een voorbeeld zijn de parelvissen uit het geslacht Carapus. Deze leven letterlijk in de zeester door achterwaarts de anus binnen te zwemmen.
Meestal leven de vissen in zeekomkommers maar van de soort Carapus mourlani is bekend dat de vis ook in de lichaamsholte van de zeester Culcita novaeguineae kan worden gevonden. De vis schaadt de zeester waarschijnlijk niet maar gebruikt deze slechts als schuilplaats, de zeester en de vis hebben een commensale relatie. Van andere naaldvissen zoals de soort Carapus homei is wel bekend dat ze lichaamsweefsel van de zeesterren eten aangezien er delen van de gonaden in de maag van de vissen zijn gevonden.

### Andere bedreigingen
Dieren met een kalkskelet zijn gevoelig voor de stijging van het gehalte aan opgelost CO2 in het water, wat oceaanverzuring veroorzaakt. Van koralen en zeeslakken is bekend dat het kalkskelet wordt aangetast. Bij de zeesterren is dit effect onderzocht bij de soort Pisaster ochraceus. Bij een kunstmatig verhoogd CO2 gehalte werd waargenomen dat het verlies aan kalkplaatjes in de huid werd gecompenseerd door de aanmaak van zacht weefsel.
Een andere bedreiging van zeesterren is ziekte, zoals een infectie. Normaal gesproken treft dit zeer weinig exemplaren, een zeester op enkele honderden. In een aantal gebieden zijn verschillende soorten zeesterren ten prooi gevallen aan een tot nu toe onbekende aandoening. De dieren krijgen infecties over het gehele lichaam die eruitzien als witte plekken. Delen van de armen of de gehele armen vallen af en groeien niet meer aan. Uiteindelijk worden de ingewanden blootgesteld aan het omringende zeewater en sterven de dieren. Deze ziekte is pas recentelijk bekend waardoor het waarschijnlijk om een nieuwe ziekte gaat. Het is echter niet bekend of het pathogeen een virus, een bacterie of een schimmel betreft. Aanvankelijk werd gedacht aan een opwarming van het zeewater als mogelijke oorzaak, maar ook soorten die in permanent koude wateren leven worden aangetast.

## Verdediging

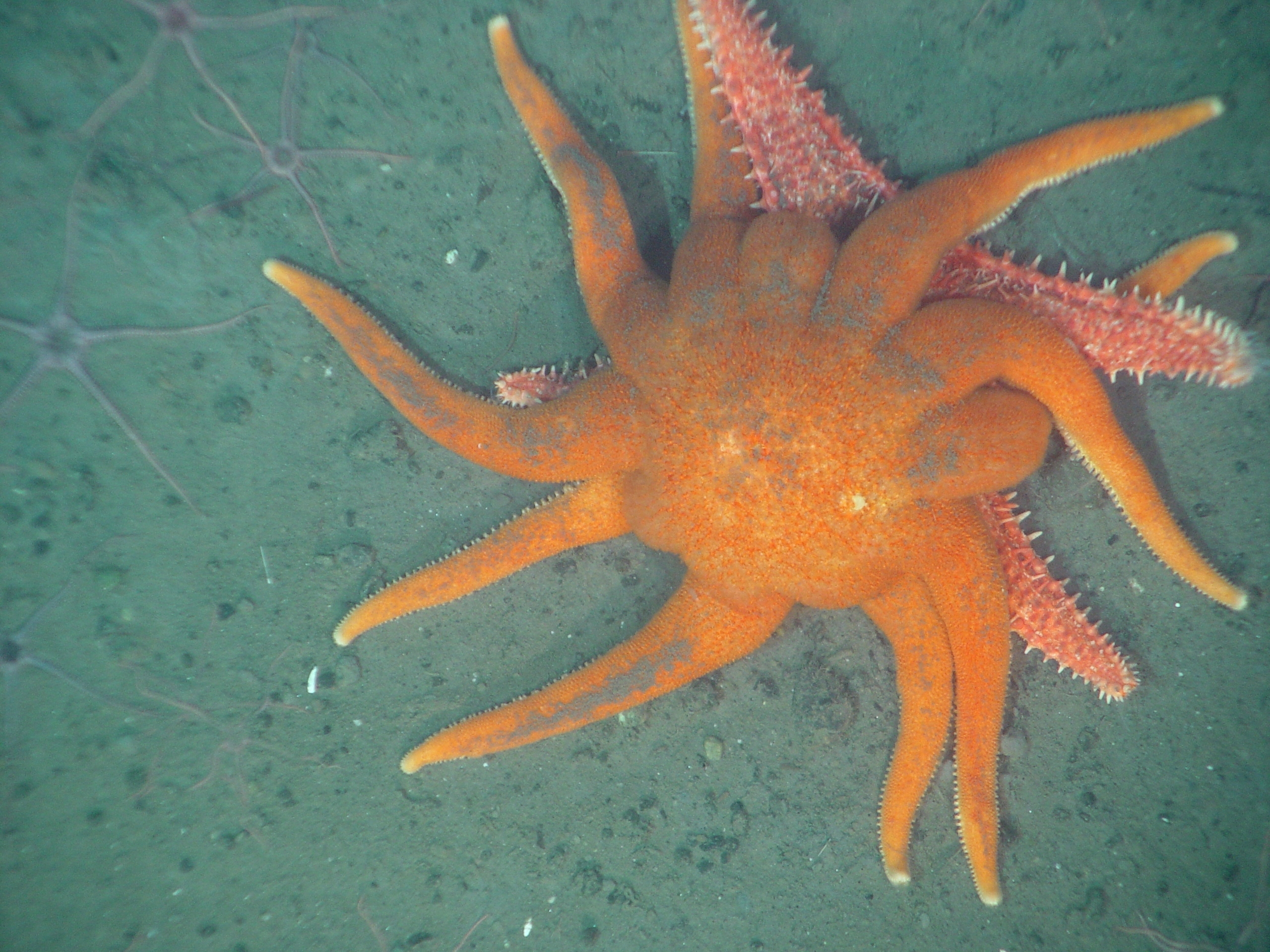
Zeesterren zijn met name kwetsbaar voor aanvallen van andere soorten. Afgebeeld is een Solaster dawsoni die een Hippasteria spinosa aanvalt.

Als een zeester wordt aangevallen worden de kwetsbare delen van het lichaam ingetrokken, zoals de buisvoetjes en de papillen op de huid. Bij veel soorten worden de ambrulacraalgroeves aan de orale zijde van de armen afgesloten. De pedicellariën op de huid worden gebruikt om een vijand zoals een borstelworm vast te grijpen. Een zeester kan een dergelijke vijand dagenlang met zich meezeulen tot deze geen tekenen van leven meer vertoont.
De huid van een aantal soorten zeesterren scheidt giftige verbindingen af die op saponinen lijken. Deze stoffen breken het eiwit lecithine in het celmembraan van rode bloedcellen af. Saponinen zijn bij een bepaalde concentratie dodelijk voor vissen. Onder andere de doornenkroon is berucht, als men zich prikt aan een van de vele stekels kan dit zeer pijnlijke zwellingen veroorzaken die uren kunnen aanhouden. Van sommige zeesterren wordt wel vermoed dat ze giftig zijn maar dit is nog niet voldoende onderzocht. Van de soort Astropecten scoparius bestaat het vermoeden dat het dier tetrodotoxine aanmaakt, een van de giftigste stoffen in de natuur.
Van de soort Pteraster tesselatus is bekend dat de zeester een giftig en onaangenaam smakend slijm afgeeft bij verstoring. De zeester kan zo aanvallen afweren van grotere soorten zeesterren. Dieren die met het slijm bedekt zijn sterven binnen 24 uur.
Zeesterren zijn aan de aborale zijde van het lichaam veel beter beschermd dan aan de orale zijde. Bovendien is de kwetsbare mondopening aan de orale zijde gelegen. Als een zeester op zijn rug terechtkomt, zal het dier proberen het lichaam zo snel mogelijk om te draaien. De gewone zeester (Asterias rubens) heeft hiervoor slechts vijf seconden nodig. Andere soorten zijn enkele minuten tot enige uren bezig met het draaien. De zeester gebruikt vaak stenen of kuiltjes in de ondergrond bij het omdraaien, of draait een enkele arm zodat de voetjes contact maken met de bodem en zich vasthechten. Vervolgens wordt het gehele lichaam rechtgetrokken. Ook kunnen twee armen tegelijk worden gekromd zodat de voetjes contact maken en het lichaam uiteindelijk letterlijk omvalt. Een andere methode is alle armen naar onderen te krommen, zodat de zeester op de toppen van de armen staat. Vervolgens valt het dier letterlijk om waarbij altijd de orale zijde onder komt te liggen. Ten slotte kunnen ook de armen juist naar boven worden gestoken waardoor het zwaartepunt van het lichaam wordt verplaatst en de zeester naar de zijkant valt. Zeesterren kunnen zich ook expres op de rug draaien. Dit doen ze alleen als ze worden aangevallen door een andere zeester.

## Voortplanting en ontwikkeling

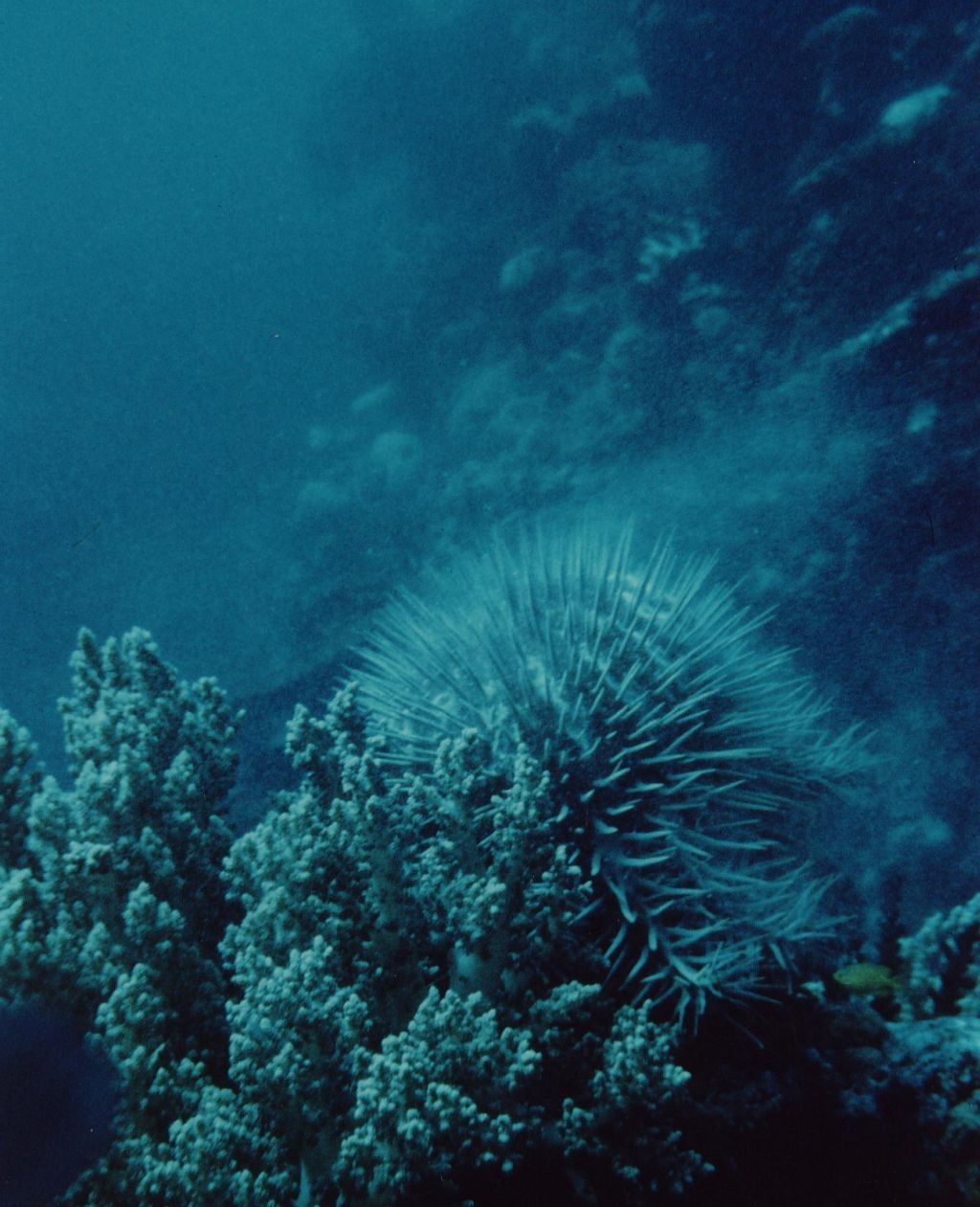
Een zeester geeft een wolk geslachtscellen af, afgebeeld is de doornenkroon.

De manier van voortplanting en de voortplantingscyclus zijn complex en kunnen per groep van zeesterren verschillen. Zeesterren zijn vrijwel altijd van gescheiden geslacht, en de bevruchting is altijd uitwendig.
Zie voor een beschrijving van de geslachtsorganen het kopje voortplantingsorganen.
Er zijn soorten bekend die tweeslachtig of hermafrodiet zijn, een voorbeeld is de soort Asterina gibbosa. Deze zeester ontwikkelt eerst spermacellen en later eicellen en kan ze onder bepaalde omstandigheden ook tegelijkertijd aanmaken. Sommige soorten kennen dichogamie, ook wel sequentieel hermafroditisme genoemd. Dit wil zeggen dat de zeester als mannetje geboren wordt en later in een vrouwtje transformeert. Andere soorten zijn zowel mannetje als vrouwtje, ze hebben zowel mannelijke als vrouwelijke gonaden die de geslachtscellen produceren. Dergelijke soorten scheiden zowel eicellen als zaadcellen af. Van slechts enkele soorten is bekend dat ze zich ongeslachtelijk voortplanten, een voorbeeld zijn de soorten uit het geslacht Linckia. Van deze zeesterren is bekend dat ze zich in gevangenschap kunnen voortplanten zonder partner.
De meest tot de verbeelding sprekende vorm van voortplanting is die van een soort zeesterren die zich simpelweg in tweeën scheuren. Voorbeelden hiervan zijn soorten uit het geslacht Linckia, die de voetjes van twee van elkaar afstaande armen uit elkaar laten bewegen zodat een van de armen van de zeester afbreekt. Uit de losgerukte arm ontstaat vervolgens een nieuwe zeester en het oorspronkelijke lichaam regenereert vervolgens een nieuwe arm. Nog verder gaan de soorten uit de geslachten Stephanasterias en Sclerasterias. Bij deze soorten scheurt de lichaamsschijf in tweeën waarbij beide delen uitgroeien tot nieuwe exemplaren. Het vermogen tot het afstoten van lichaamsdelen wordt ook gebruikt als verdediging, zie onder het kopje autotomie.

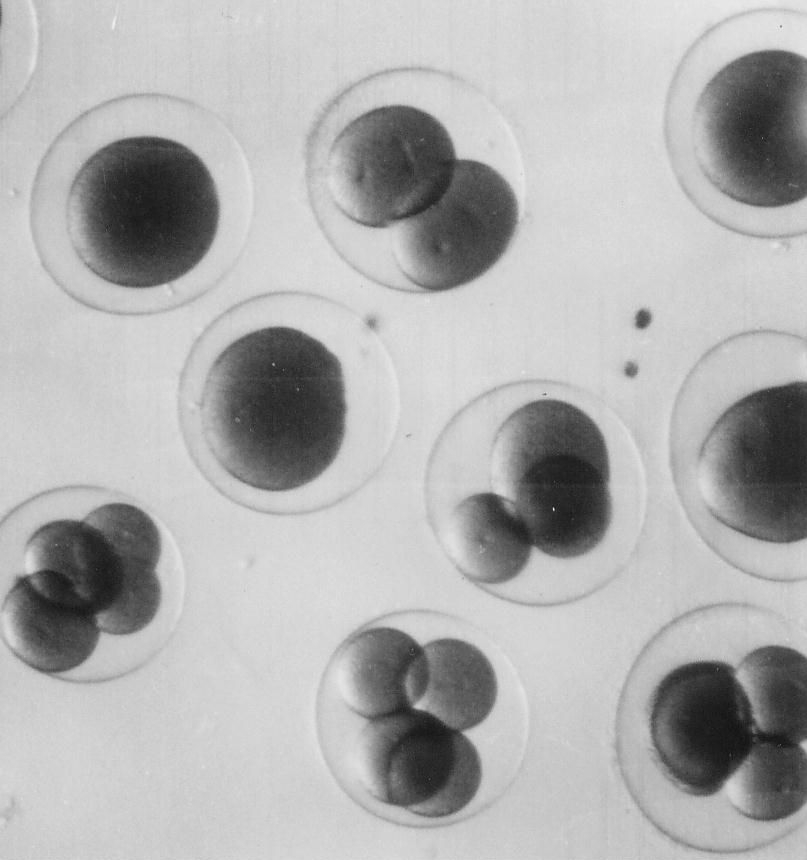
Eieren van de doornenkroon, in verschillende stadia van de celdeling.

Er is meestal een enkel paarseizoen per jaar. Zeesterren kennen in principe geen paring, maar laten enorme hoeveelheden geslachtscellen los in het water die vervolgens met de stroming meedrijven. De vrouwtjes laten hun onbevruchte eitje los en de mannetjes geven hun spermacellen af in het omringende zeewater. Deze afgifte van sperma- en eicellen vindt meestal in een periode van enkele dagen tot weken plaats. Sommige zeesterren kunnen zich het gehele jaar door voortplanten. De vrouwtjes kunnen miljoenen eitjes per keer produceren: er zijn soorten bekend waarbij meer dan 200 miljoen eieren worden afgegeven. Dit zijn altijd soorten die in warmere wateren leven en de eitjes hebben weinig reservevoedsel in de dooier en zijn hierdoor zeer klein, ongeveer 0,1 tot 0,2 millimeter. Dergelijke eieren worden wel microlecithaal genoemd, wat 'kleine dooier' betekent. Soorten die in heel koud water leven of een vorm van broedzorg kennen, produceren aanmerkelijk lagere aantallen eieren. Dit zijn er 'slechts' honderden tot enkele duizenden en de eieren zijn veel groter. Ze worden ongeveer 0,5 tot 1,5 millimeter lang en hebben juist een grote dooier, dergelijke eieren worden wel macrolecithaal genoemd, wat grote dooier betekent.
De zeester Archaster typicus is een van de weinige soorten die wel een soort van paringsritueel kent. Het mannetje kruipt op het vrouwtje en blijft hier enige weken tot maanden vastgehecht. Het mannetje en vrouwtje synchroniseren ondertussen de rijping van hun geslachtscellen. Zodra het vrouwtje haar eieren afgeeft aan het omringende zeewater scheidt het mannetje zijn gerijpte zaadcellen af. Zolang het mannetje zich op het vrouwtje bevindt kan hij niet eten, maar zijn inzet wordt beloond doordat de eieren vrijwel zeker bevrucht worden door zijn geslachtscellen.
De eieren van vrijwel alle soorten worden echter bevrucht als een zaadcel en een eicel elkaar tegenkomen in het water. Het bevruchte ei wordt de zygote genoemd en al snel vangt de mitose of celkloving aan en ontstaat de morula, dit is het begin van een embryo. Ongeveer drie tot vier dagen na de bevruchting kruipt de larve uit het ei.

### Larve

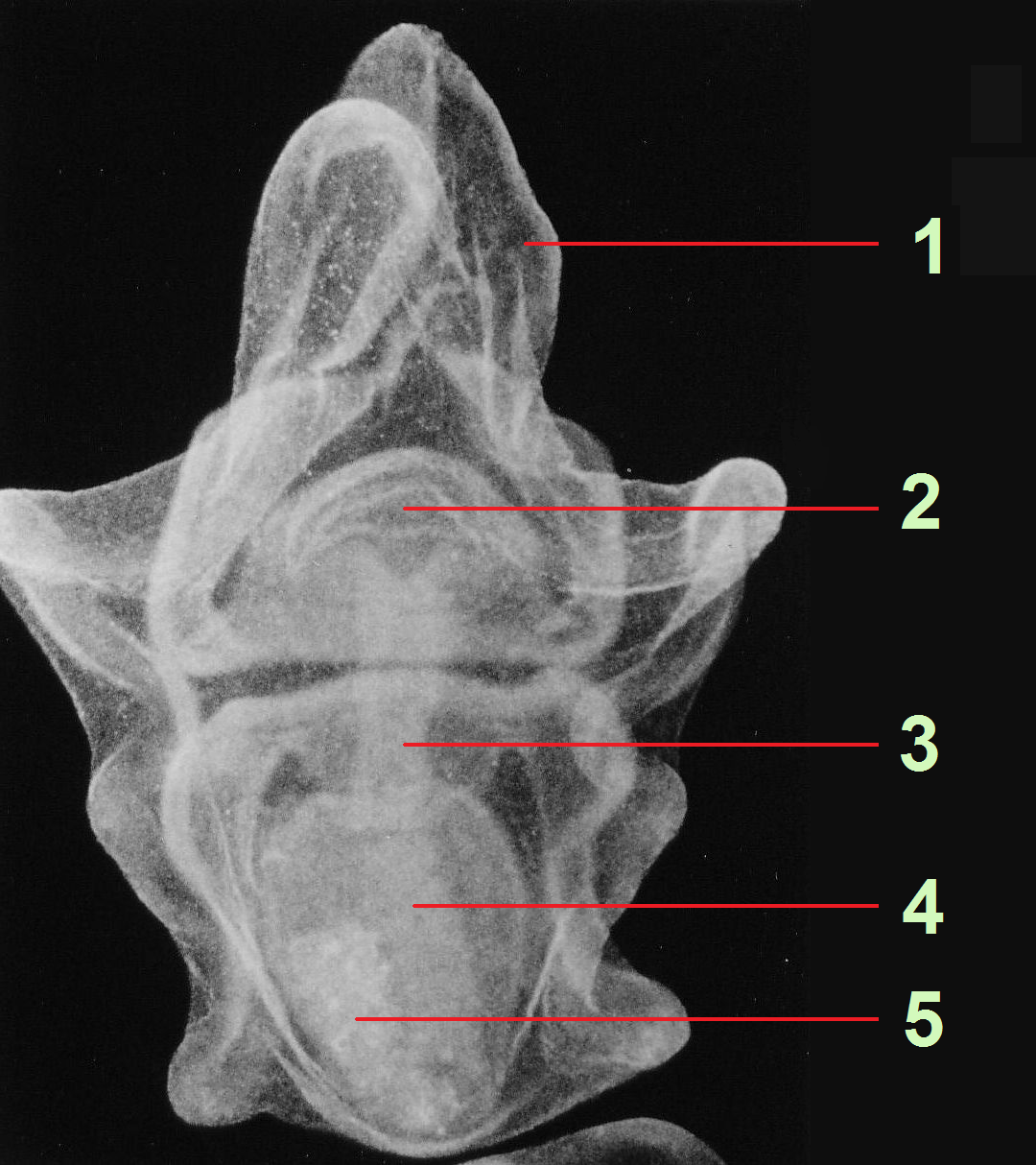
Delen van een jonge brachiolaria larve
----

De embryo's verlaten het ei in het blastocyste of het gastrulastadium; ze bestaan dan uit een klompje cellen. De embryo's ondergaan verschillende stadia die er steeds anders uitzien. Ieder stadium heeft dan ook een andere naam. Het zich ontwikkelende embryo wordt het jonge gastrula genoemd, in het embryo ontwikkelt zich een holte. In dit stadium is het embryo rond en heeft het nog geen uitsteeksels. Als deze holte is voltooid wordt het embryo rijpe gastrula genoemd en begint de ontwikkeling tot larve. De haartjes of cilia die zich overal op het lichaam bevinden concentreren zich tot twee banden van trilhaartjes op het lichaam van de larve.
De larven in het eerste larvale stadium worden de bipinnarialarven genoemd. De larven behoren tot het zoöplankton. Ze kunnen door de trilhaartjes zwemmen maar drijven voornamelijk mee met de zeestromen. De larven van zeesterren zijn zeer kleine, watervlo-achtige diertjes. Ze lijken in deze fase op de larven van kreeftachtigen of andere stekelhuidigen. De bipinnarialarven ontwikkelen brede, stompe lichaamsuitsteeksels die de brachiolaire armen worden genoemd. De armen vergroten het oppervlak van de trilhaarbanden. De randen van de armen zijn voorzien zijn van rijen trilhaarcellen, die werken als een transportband. Ze vervoeren kleine voedseldeeltjes naar de mondopening. De larven leven van in het water zwevende eencellige wieren, zoals kiezelwieren. Ze beginnen pas met eten als het darmkanaal is volgroeid. De larven hebben een buitenste band van trilhaarcellen rond het lichaam en een binnenste band rond de mond. Ze lijken op de larven van andere stekelhuidigen maar zijn aan de details vaak al te onderscheiden. De larven van zeekomkommers bijvoorbeeld hebben onderbroken banden trilhaarcellen in tegenstelling tot die van de larven van zeesterren. De larven van alle zeesterren maken nooit verharde kalkplaatjes aan in de huid, in tegenstelling tot de andere stekelhuidigen
De larven van de meeste soorten blijven erg klein, larven van andere zeesterren worden aanmerkelijk groter. De larve van Luidia sarsii bijvoorbeeld wordt inclusief uitsteeksels tot 3,5 centimeter lang. De larven van een aantal soorten heeft een duidelijk verlengd middelste paar uitsteeksels die voorzien zijn van spieren en dienen om te zwemmen.
Na ongeveer drie weken vindt er bij de larven een verandering plaats, waarbij rond de mond drie uitsteeksels en een ronde hechtklier ontstaan. Deze uitsteeksels worden de brachiola armen genoemd en samen met de hechtklier vormen ze een hechtapparaat dat later gebruikt wordt om het lichaam vast te zetten. Met de drie armpjes kan de larve de bodem aftasten en zich korte tijd hechten. De ronde hechtklier wordt gebruikt om zich permanent aan de bodem te metselen. Dit tweede larvestadium wordt de brachiolarialarve genoemd, deze naam komt uit het Latijn en betekent secundaire (laria) armen (brachio). De brachiolarialarven hechten zich aan het eind van hun ontwikkeling vast aan het substraat waarna de metamorfose plaatsvindt. Een uitzondering zijn de zeesterren uit de orde Kamsterren zoals de soorten uit de familie Luidiidae. De brachiolarialarven van deze soorten zetten zich niet vast voor de metamorfose maar blijven in het plankton. Aan het einde van het brachiolariastadium ontstaan aan één kant van de larve de eerste delen van de jonge zeester, dit is altijd aan de linkerkant. Hier ontstaan de eerste delen van wat later het watervaatstelsel aan de orale zijde zal worden. Bij de larven van andere groepen van stekelhuidigen, zoals de zeekomkommers, groeit dit deel in een kamer in het lichaam van de larve en niet aan de buitenzijde. Op de rechterkant van de larve verschijnen de eerste skeletplaten, deze vormen later de aborale zijde van de zeester.
De larven van de meeste zeesterren echter zakken naar de bodem en hechten zich hier vast met het hechtorgaan. Dat bevat een schijf die op een zuignap lijkt, maar met behulp van een cementachtige stof uit de klieren lijmt de larve inclusief de groeiende zeester zich vast. De larvale armen verdwijnen en de mondopening en anus van de larve groeien dicht. De trilharen verdwijnen en de hechtorganen worden langer en vormen een steel.
De voorkant en achterkant van de jonge zeester groeien naar elkaar toe en fuseren. Een van de larvale armen wordt door de ring van het watervaatstelsel gebracht en vormt een mondzijde. Op de aborale zijde ontwikkelt zich een opening die de anus wordt. De radiaalkanalen ontwikkelen zich tot armen en in de armen groeien de eerste kalkplaatjes van het skelet. Onder de armen ontstaan de eerste buisvoetjes. De metamorfose is nu voltooid en de jonge zeester maakt zich los van de resten van het larvale lichaam dat aan de bodem is gehecht. De jonge zeesterren kruipen direct rond op zoek naar voedsel. Ze gedragen zich net zoals de volwassen dieren maar ze zijn nog niet geslachtsrijp.

Afbeeldingen: ontwikkeling van de doornenkroon.
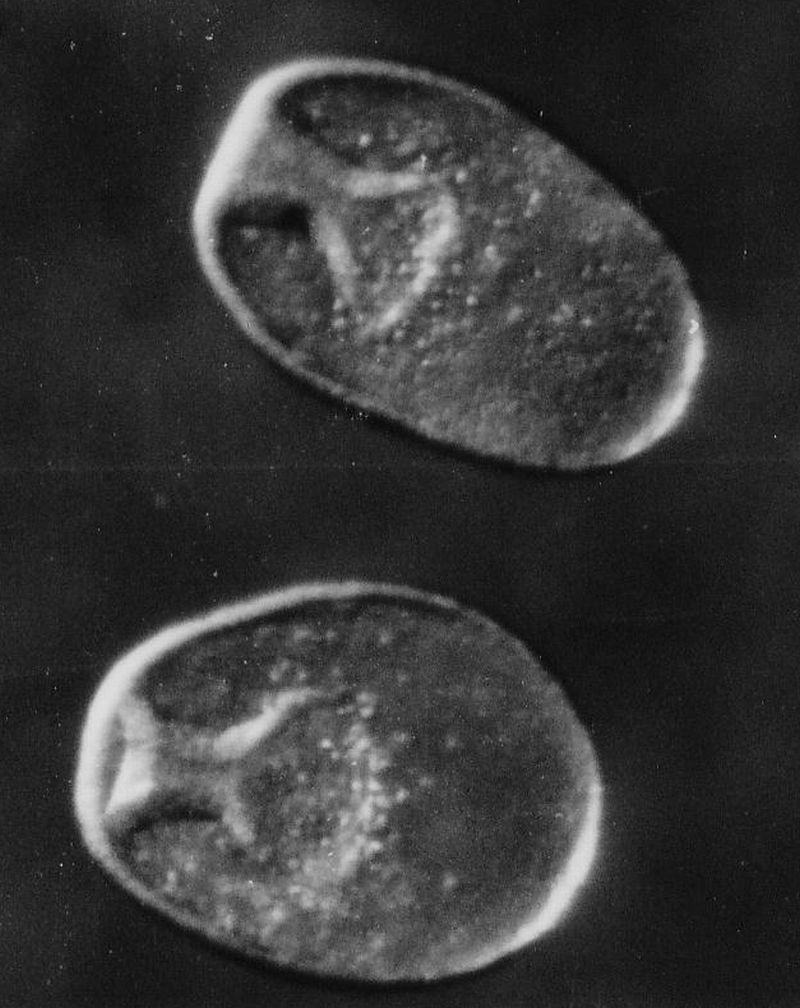
Het gastrulastadium van de larven.
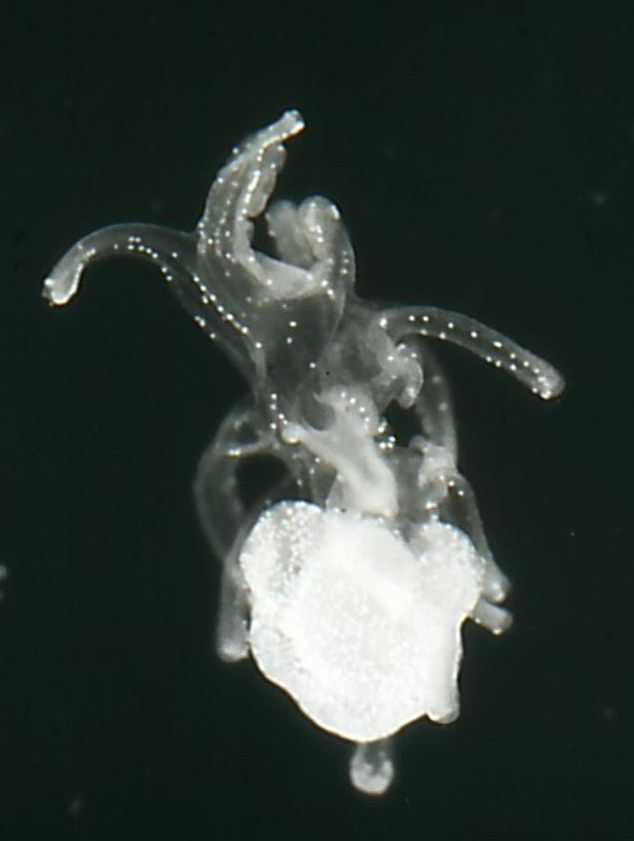
Oudere brachiolarialarve met onderaan de zich ontwikkelende zeester.
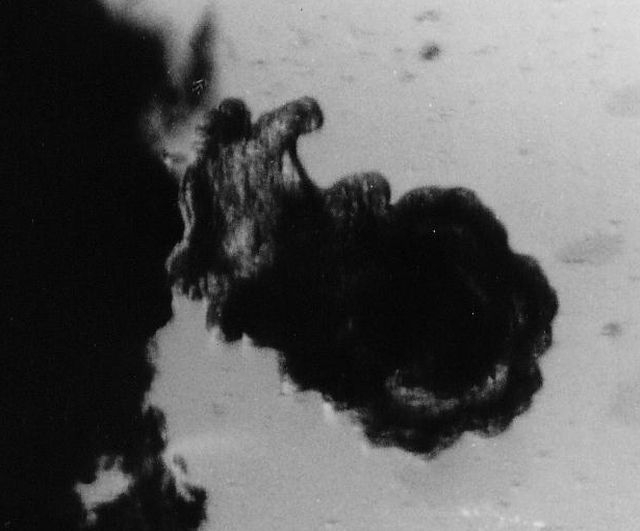
Oudere brachilarialarve zet zich vast op het substraat.
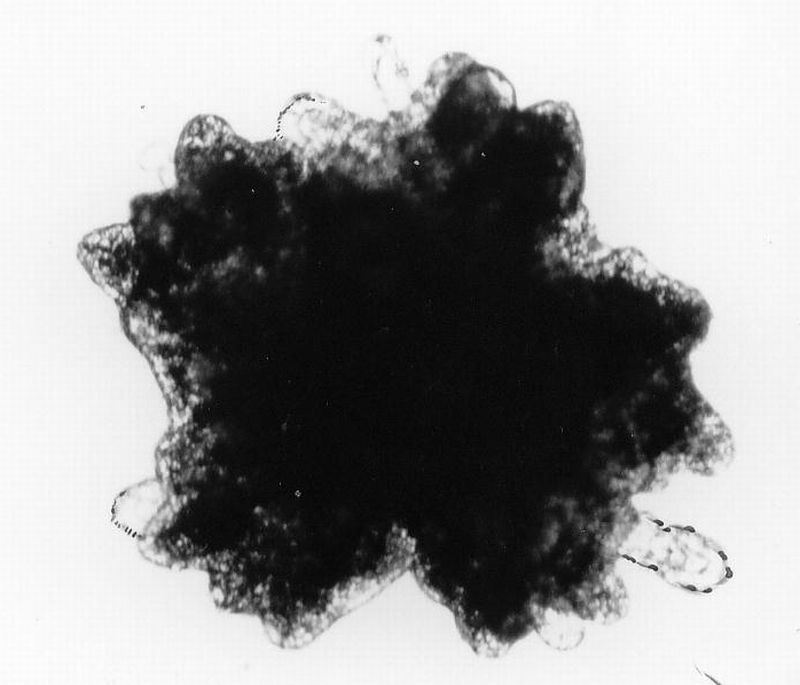
Een juveniele zeester met enkele zichtbare podia.

### Broedzorg
Een aantal zeesterren beschermt de eieren en soms zelfs de larven. Bij dergelijke soorten verloopt het larvestadium iets anders doordat verschillende stadia worden overgeslagen als gevolg van de zorg van de ouderdieren. Meestal voltrekt een stadium of zelfs meerdere stadia zich in het lichaam van het moederdier.
Met name soorten die in heel koud water leven kennen een afwijkende manier van ontwikkeling. De larven van dergelijke soorten hebben een grote dooiervoorraad in het ei en nemen als larve geen voedsel op. De larven zijn geheel bedekt met trilharen en hebben niet slechts twee banden zoals de larven van andere soorten.
De soorten die in koud water leven kennen een vrijzwemmend stadium dat maximaal 20 dagen duurt. Daarna ontwikkelen zich twee of drie larvale armen die lijken op de drie hechtuitsteeksels van de andere larven van zeesterren. De larve zinkt na enige tijd naar de bodem en hecht zich met de armen vast voor de metamorfose.
De larven van dergelijke soorten worden aangetrokken door geurstoffen die de volwassen zeesterren verspreiden. Ze zetten zich dan vast op de bodem nabij andere volwassen exemplaren. De aanwezigheid van dergelijke geurstoffen in het water zet de larven zelfs aan tot de metamorfose.
Van sommige soorten is bekend dat er een gespecialiseerde vorm van broedzorg voorkomt. Hierbij worden de eieren bewaakt of zelfs in het lichaam opgenomen door het vrouwtje om ze te beschermen. Een voorbeeld van een dergelijke soort is de bloedrode zeester (Henricia sanguinolenta). Deze zeester zet relatief weinig eieren af; de eieren worden bovendien erg groot en zijn voorzien van een relatief grote dooier. Bij de soort Leptasterias hexactis worden door het mannetje zaadcellen op de bodem afgezet waarna het vrouwtje hierop kruipt en vervolgens haar eieren afzet. De bevruchte eieren worden vervolgens in een speciale lob in de maag opgenomen tot ze uitkomen.
De larven van broedverzorgende soorten kennen geen vrijzwemmend stadium. Dergelijke soorten leven meestal ook in koude wateren, zoals de poolzeeën. Ook in Europa komen enkele soorten voor, zoals de eerder genoemde bloedrode zeester en de soort Leptasterias muelleri. Deze meer eenvoudige methoden van broedzorg bestaan uit het niet zomaar lozen van de eieren in de zee. De eieren worden bijvoorbeeld verborgen onder een steen. Een voorbeeld van een dergelijke soort is Asterina gibbosa, deze zeester verlaat de eieren echter nadat ze zijn afgezet. Andere soorten gaan verder en beschermen hun eitjes door het lichaam eroverheen te buigen. Bij de soort Odinella nutrix worden de stekels gebruikt als nest voor de eieren. De jonge zeesterren ontwikkelen zich in de armen van het ouderdier. Er worden slechts weinig eieren afgezet, ongeveer vijf tot negen per keer.
Sterker gespecialiseerde soorten zoals Ctenodiscus australis plaatsen de eieren tussen de paxillen op de rug van het ouderdier waar ze zich ontwikkelen tot kleine zeesterretjes. De soorten uit de familie Pterasteridae maken een slijmlaagje aan op het lichaam, zelfs over de stekels. Hieronder wordt een tentvormige ruimte gecreëerd waarin de eieren zich ontwikkelen tot jonge zeesterren. Van de soort Leptasterias groenlandica is bekend dat de eieren worden geborgen in gespecialiseerde lobben van de cardiale maag en zich hier ontwikkelen tot volledig gemetamorfoseerde jonge zeesterren.

### Juveniel
Als de juvenielen van hun steel afkruipen na de metamorfose kunnen ze zich al verplaatsen. Ze beginnen ook meteen met het eten van tweekleppigen. De prooidieren van de kleine zeesterren zijn vele malen kleiner dan die van de volwassen exemplaren.
Het is van veel soorten niet precies bekend wanneer ze geslachtsrijp worden. De gewone zeester is na het eerste jaar volwassen bij een spanwijdte van vier tot tien centimeter. Ook de maximale leeftijd is bij veel soorten niet bekend. De meeste soorten worden waarschijnlijk tussen de vier en zes jaar oud. Van de soort Pisaster ochraceus is bekend dat een leeftijd van twintig jaar kan worden gehaald. De maximale leeftijd van zeesterren is ongeveer 35 jaar.

## Autotomie en regeneratievermogen

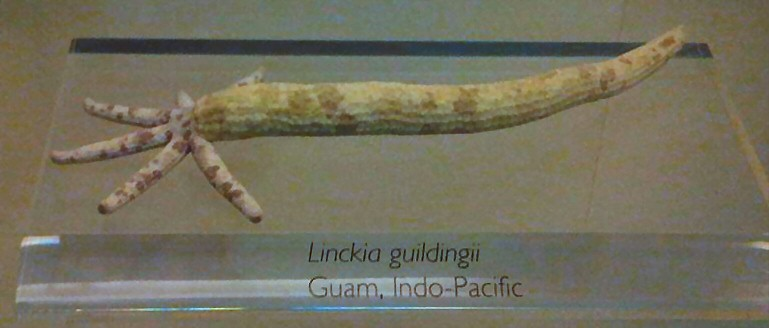
Komeetvorm van Linckia guildingi; het lichaam en de overige armen groeien uit de oorspronkelijke, afgestoten arm (rechts).

Zeesterren kunnen een arm afstoten als ze worden aangevallen. Dit wordt ook wel zelfamputatie of autotomie genoemd. Dit vermogen tot het afwerpen van lichaamsdelen komt ook voor bij geheel andere dieren, zoals hagedissen die hun staart kunnen afwerpen en de hooiwagens die hun poten kunnen afstoten.
Bij veel zeesterren breekt de arm af bij een vaste verzwakking van de kalkplaatjes aan de armbasis. Bij andere soorten ontbreekt deze voorgevormde zwakke schakel en kan een arm op verschillende plaatsen afbreken. Een voorbeeld van een dergelijke soort is Hymenodiscus coronata. Ook de gevoeligheid verschilt, sommige zeesterren laten hun armen al los bij een geringe trekkracht. Dit zijn met name de soorten met zeer lange armen. Andere soorten laten de arm pas los als er hard in wordt geknepen.
Bij de zeesterren zijn alle vitale organen in de armen geborgen en slechts deels in het centrale lichaam. Dit maakt het mogelijk dat een afgerukte arm niet tot de dood van de zeester leidt. Zeesterren hebben tevens een enorm herstellingsvermogen, als een arm wordt afgerukt groeit deze na verloop van tijd weer aan. Zelfs als een zeester vier van de vijf armen verliest, kan zij deze volledig regenereren. Op de wond van de afgestote arm vormt zich weefsel waaruit zich een nieuwe armpunt vormt. Daarna begint de arm zelf te groeien tot de oorspronkelijke grootte.
Van soorten uit het geslacht Linckia is bekend dat uit een afgerukte arm een compleet nieuwe zeester kan groeien. Een dergelijke zeester bestaat de eerste tijd uit een oorspronkelijke 'grote' arm en daarnaast vier of meer kleine armpjes en een kleine lichaamsschijf. Dergelijke exemplaren worden komeetvormen genoemd, omdat de lichaamsvorm enigszins doet denken aan een komeet. Deze soorten gebruiken hun regeneratievermogen zelfs om zich ongeslachtelijk voort te planten. Zie voor een beschrijving hiervan ook onder het kopje voortplanting en ontwikkeling.

## Relatie tot de mens

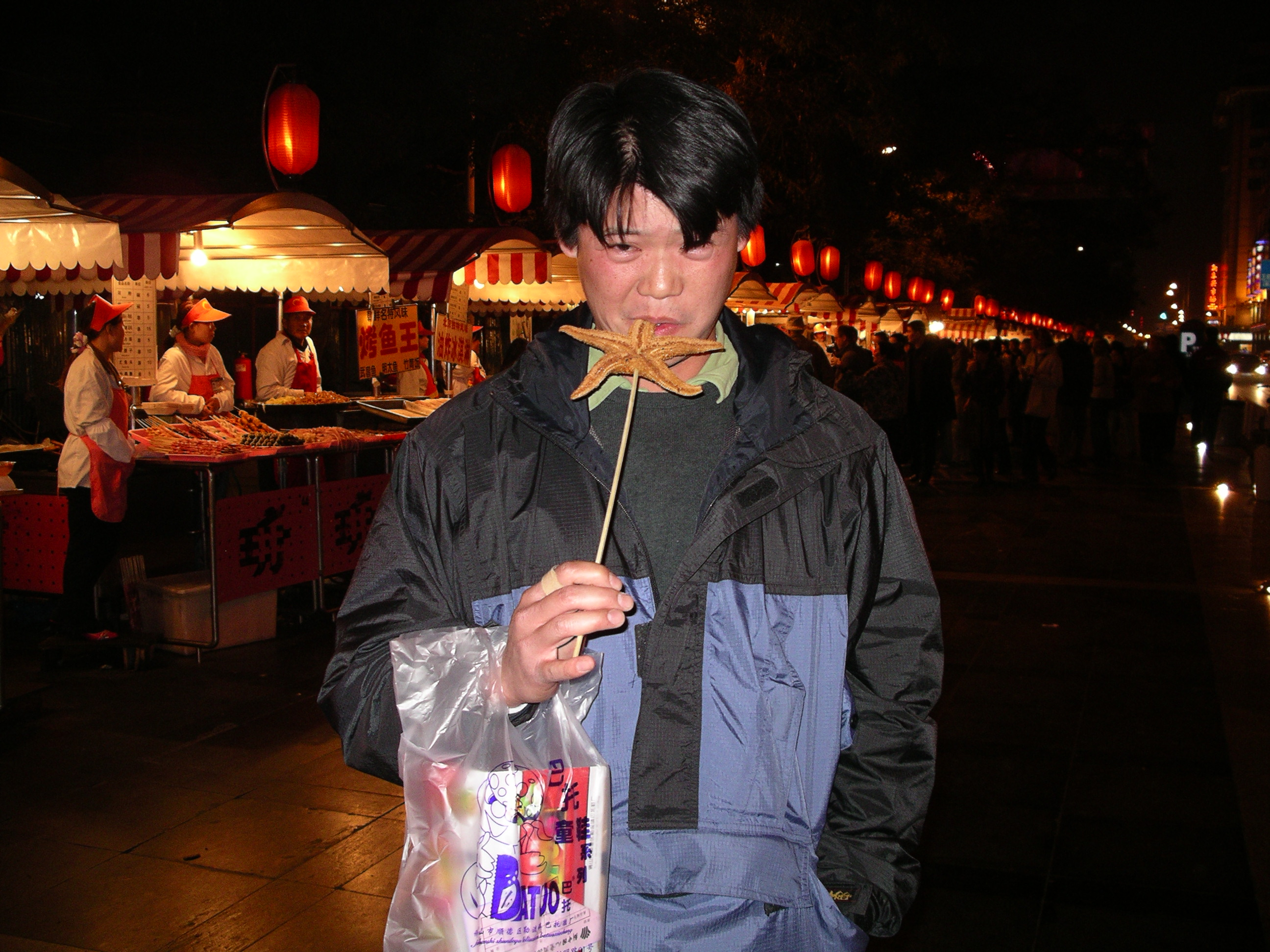
Zeesterren worden gegeten in Aziatische landen.

Zeesterren komen wereldwijd in grote hoeveelheden voor en spelen een belangrijke ecologische rol in de zee. Zeesterren kunnen voor mensen zowel schadelijk zijn als nuttig.
Zeesterren worden als schadelijk gezien in de schelpdierkwekerij. Ze eten schelpdieren zoals mosselen en oesters en kunnen in groten getale voorkomen. Vroeger werden zeesterren massaal gevangen, aan stukken gescheurd en vervolgens in zee teruggegooid. Dit werkt bij de zeesterren echter averechts omdat uit een deel van het lichaam weer een nieuwe zeester kan groeien.
Er is één soort die zelfs een omvangrijke ecologische ramp heeft veroorzaakt; dit is de doornenkroon (Acanthaster planci) uit de zeeën rond Australië. Deze zeester heeft nauwelijks natuurlijke vijanden vanwege de grote en scherpe doorns over het gehele lichaam. De doornenkroon leeft alleen van koraal en graast koraalriffen af op zoek naar voedsel. Alleen van de zeeslak gewone tritonshoorn (Charonia tritonis) is bekend dat deze de zeester op het menu heeft staan. De tritonshoorn heeft een groot huis dat als decoratief wordt beschouwd, door de vangst werd de soort in aantal gedecimeerd. Doordat de slak massaal werd weggevangen door toeristen kreeg de toen nog zeldzame doornenkroon vrij spel. In 1963 werden grote groepen doornenkronen aangetroffen rond het Australische Groot Barrièrerif. Rond de kust van Guam werd 90 procent van alle koralen opgegeten door de doornenkroon in nog geen drie jaar tijd.
Zeesterren worden in veel landen gegeten. Daarnaast worden ze beschouwd als sierlijke dieren. Ze worden wel gezien als decoratief, ze worden verkocht als souvenir of verwerkt in bijvoorbeeld kerststukjes. Ze worden hiertoe gedroogd in de zon om te voorkomen dat het lichaam gaat rotten. Men spreekt vaak over het 'skelet' van de zeester maar in feite zijn de gedroogde zeesterren aan te merken als gemummificeerd.
Zeesterren worden met name in Azië als een delicatesse beschouwd. Ze worden hiertoe eerst gebakken (gefrituurd) en vervolgens gezouten. Niet de gehele zeester wordt gegeten, alleen de gonatoden (geslachtsorganen) worden geconsumeerd.

## Evolutie

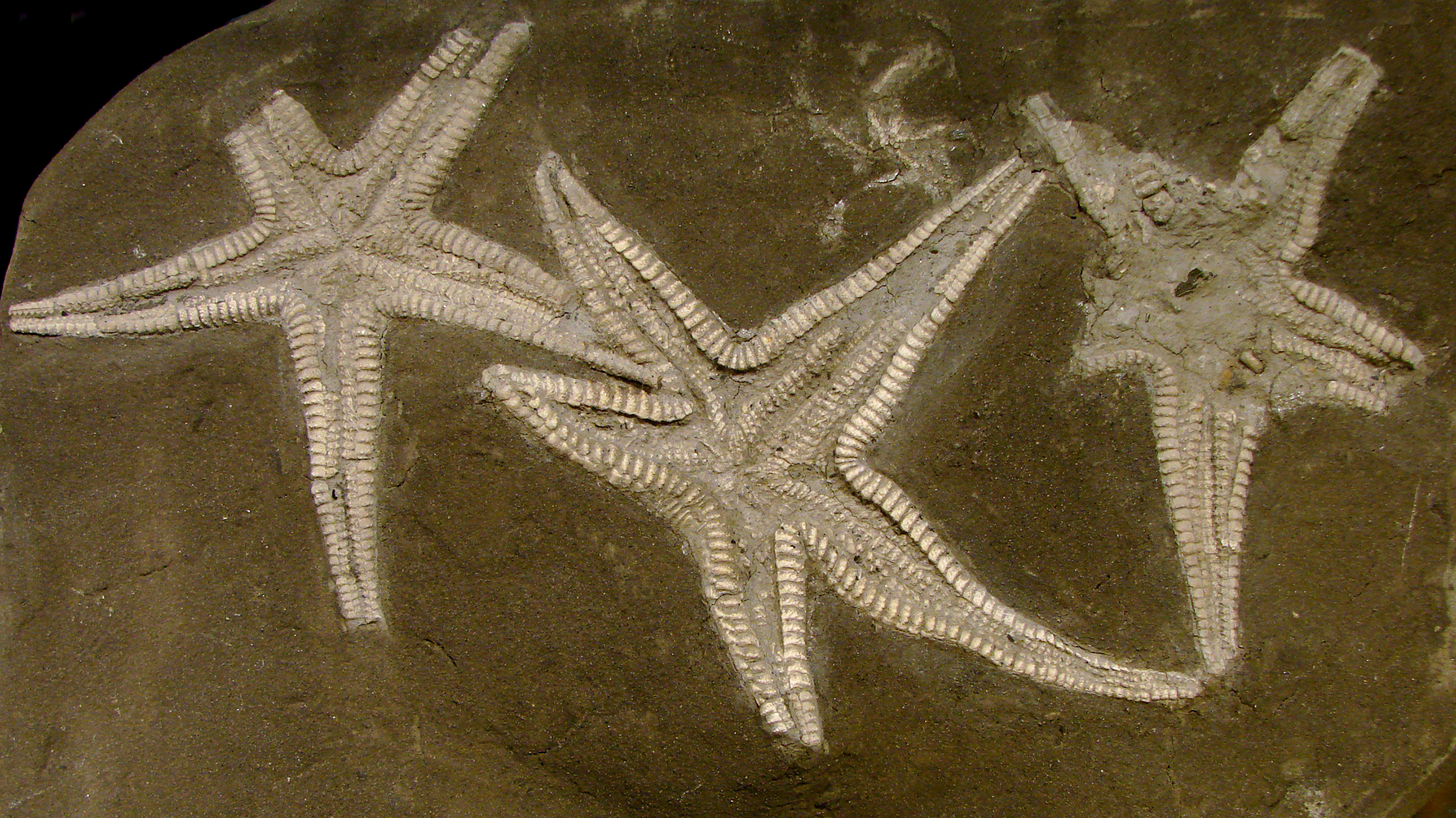
Fossiele zeesterren uit het geslacht Astropecten.

Stekelhuidigen zijn bekend vanaf het Cambrium, maar de meeste fossielen zijn van zee-egels en zeelelies omdat zij veel harde delen hebben die gemakkelijk fossiliseren. De oudste fossielen van de voorouders van de huidige zeesterren stammen uit het Ordovicium, en zijn zo'n 444 tot 488 miljoen jaar oud. Uit de fossielen uit deze tijd blijkt dat de zeesterren gedurende al die tijd vrijwel onveranderd zijn gebleven.
De huidige hoofdgroepen (ordes) van zeesterren zijn relatief jong en zijn ontstaan in het Jura, ongeveer 170 miljoen jaar geleden. Omdat de fossiele soorten tot oudere groepen behoren dan de moderne soorten is de indeling niet eenvoudig. Daarnaast fossiliseren zeesterren moeilijk omdat ze snel na hun dood geheel vergaan. Doordat de lichaamsholte van de zeester na de dood letterlijk inzakt bestaan de meeste fossielen uit totaal misvormde exemplaren. Ten slotte leven veel soorten op harde rotsen waardoor de afgestorven dieren niet de kans krijgen in de modder te zakken, een belangrijke voorwaarde voor fossilisatie.
De leisteenafzettingen in het Duitse Hunsrück zijn afzettingen uit een zee uit het Vroeg-Devoon. Hierin zijn onder andere veel fossiele zeesterren aangetroffen. Uit de vondsten blijkt dat de soortendiversiteit in deze periode niet veel afweek van tegenwoordig.

### Cladogram
Onderstaand een cladogram -een schema van de onderlinge verwantschappen- van de verschillende groepen van zeesterren. Het is gebaseerd op de indeling van Daniel B. Blake uit 1987.
|  | Forcipulatida |
|  |               |
|  | Brisingida    |
|  |               |

|  | \| \| Valvatida \| \| \| \| \| \| Notomyotida \| \| \| \| |
|  |                                                           |
|  | Paxillosida                                               |
|  |                                                           |
|  | Valvatida                                                 |
|  |                                                           |
|  | Notomyotida                                               |
|  |                                                           |

|  | Valvatida   |
|  |             |
|  | Notomyotida |
|  |             |

|  | Spinulosida |
|  |             |
|  | Velatida    |
|  |             |

|  | \| \| Valvatida \| \| \| \| \| \| Notomyotida \| \| \| \| |
|  |                                                           |
|  | Paxillosida                                               |
|  |                                                           |
|  | Valvatida                                                 |
|  |                                                           |
|  | Notomyotida                                               |
|  |                                                           |

|  | Valvatida   |
|  |             |
|  | Notomyotida |
|  |             |

|  | Spinulosida |
|  |             |
|  | Velatida    |
|  |             |

|  | Forcipulatida |
|  |               |
|  | Brisingida    |
|  |               |

|  | \| \| Valvatida \| \| \| \| \| \| Notomyotida \| \| \| \| |
|  |                                                           |
|  | Paxillosida                                               |
|  |                                                           |
|  | Valvatida                                                 |
|  |                                                           |
|  | Notomyotida                                               |
|  |                                                           |

|  | Valvatida   |
|  |             |
|  | Notomyotida |
|  |             |

|  | Spinulosida |
|  |             |
|  | Velatida    |
|  |             |

|  | \| \| Valvatida \| \| \| \| \| \| Notomyotida \| \| \| \| |
|  |                                                           |
|  | Paxillosida                                               |
|  |                                                           |
|  | Valvatida                                                 |
|  |                                                           |
|  | Notomyotida                                               |
|  |                                                           |

|  | Valvatida   |
|  |             |
|  | Notomyotida |
|  |             |

|  | Spinulosida |
|  |             |
|  | Velatida    |
|  |             |

|  | Forcipulatida |
|  |               |
|  | Brisingida    |
|  |               |

|  | \| \| Valvatida \| \| \| \| \| \| Notomyotida \| \| \| \| |
|  |                                                           |
|  | Paxillosida                                               |
|  |                                                           |
|  | Valvatida                                                 |
|  |                                                           |
|  | Notomyotida                                               |
|  |                                                           |

|  | Valvatida   |
|  |             |
|  | Notomyotida |
|  |             |

|  | Spinulosida |
|  |             |
|  | Velatida    |
|  |             |

|  | \| \| Valvatida \| \| \| \| \| \| Notomyotida \| \| \| \| |
|  |                                                           |
|  | Paxillosida                                               |
|  |                                                           |
|  | Valvatida                                                 |
|  |                                                           |
|  | Notomyotida                                               |
|  |                                                           |

|  | Valvatida   |
|  |             |
|  | Notomyotida |
|  |             |

|  | Spinulosida |
|  |             |
|  | Velatida    |
|  |             |

|  | Forcipulatida |
|  |               |
|  | Brisingida    |
|  |               |

|  | \| \| Valvatida \| \| \| \| \| \| Notomyotida \| \| \| \| |
|  |                                                           |
|  | Paxillosida                                               |
|  |                                                           |
|  | Valvatida                                                 |
|  |                                                           |
|  | Notomyotida                                               |
|  |                                                           |

|  | Valvatida   |
|  |             |
|  | Notomyotida |
|  |             |

|  | Spinulosida |
|  |             |
|  | Velatida    |
|  |             |

|  | \| \| Valvatida \| \| \| \| \| \| Notomyotida \| \| \| \| |
|  |                                                           |
|  | Paxillosida                                               |
|  |                                                           |
|  | Valvatida                                                 |
|  |                                                           |
|  | Notomyotida                                               |
|  |                                                           |

|  | Valvatida   |
|  |             |
|  | Notomyotida |
|  |             |

|  | Spinulosida |
|  |             |
|  | Velatida    |
|  |             |

|  | Forcipulatida |
|  |               |
|  | Brisingida    |
|  |               |

|  | \| \| Valvatida \| \| \| \| \| \| Notomyotida \| \| \| \| |
|  |                                                           |
|  | Paxillosida                                               |
|  |                                                           |
|  | Valvatida                                                 |
|  |                                                           |
|  | Notomyotida                                               |
|  |                                                           |

|  | Valvatida   |
|  |             |
|  | Notomyotida |
|  |             |

|  | Spinulosida |
|  |             |
|  | Velatida    |
|  |             |

|  | \| \| Valvatida \| \| \| \| \| \| Notomyotida \| \| \| \| |
|  |                                                           |
|  | Paxillosida                                               |
|  |                                                           |
|  | Valvatida                                                 |
|  |                                                           |
|  | Notomyotida                                               |
|  |                                                           |

|  | Valvatida   |
|  |             |
|  | Notomyotida |
|  |             |

|  | Spinulosida |
|  |             |
|  | Velatida    |
|  |             |

|  | Forcipulatida |
|  |               |
|  | Brisingida    |
|  |               |

|  | \| \| Valvatida \| \| \| \| \| \| Notomyotida \| \| \| \| |
|  |                                                           |
|  | Paxillosida                                               |
|  |                                                           |
|  | Valvatida                                                 |
|  |                                                           |
|  | Notomyotida                                               |
|  |                                                           |

|  | Valvatida   |
|  |             |
|  | Notomyotida |
|  |             |

|  | Spinulosida |
|  |             |
|  | Velatida    |
|  |             |

|  | \| \| Valvatida \| \| \| \| \| \| Notomyotida \| \| \| \| |
|  |                                                           |
|  | Paxillosida                                               |
|  |                                                           |
|  | Valvatida                                                 |
|  |                                                           |
|  | Notomyotida                                               |
|  |                                                           |

|  | Valvatida   |
|  |             |
|  | Notomyotida |
|  |             |

|  | Spinulosida |
|  |             |
|  | Velatida    |
|  |             |

|  | Forcipulatida |
|  |               |
|  | Brisingida    |
|  |               |

|  | \| \| Valvatida \| \| \| \| \| \| Notomyotida \| \| \| \| |
|  |                                                           |
|  | Paxillosida                                               |
|  |                                                           |
|  | Valvatida                                                 |
|  |                                                           |
|  | Notomyotida                                               |
|  |                                                           |

|  | Valvatida   |
|  |             |
|  | Notomyotida |
|  |             |

|  | Spinulosida |
|  |             |
|  | Velatida    |
|  |             |

|  | \| \| Valvatida \| \| \| \| \| \| Notomyotida \| \| \| \| |
|  |                                                           |
|  | Paxillosida                                               |
|  |                                                           |
|  | Valvatida                                                 |
|  |                                                           |
|  | Notomyotida                                               |
|  |                                                           |

|  | Valvatida   |
|  |             |
|  | Notomyotida |
|  |             |

|  | Spinulosida |
|  |             |
|  | Velatida    |
|  |             |

|  | Forcipulatida |
|  |               |
|  | Brisingida    |
|  |               |

|  | \| \| Valvatida \| \| \| \| \| \| Notomyotida \| \| \| \| |
|  |                                                           |
|  | Paxillosida                                               |
|  |                                                           |
|  | Valvatida                                                 |
|  |                                                           |
|  | Notomyotida                                               |
|  |                                                           |

|  | Valvatida   |
|  |             |
|  | Notomyotida |
|  |             |

|  | Spinulosida |
|  |             |
|  | Velatida    |
|  |             |

|  | \| \| Valvatida \| \| \| \| \| \| Notomyotida \| \| \| \| |
|  |                                                           |
|  | Paxillosida                                               |
|  |                                                           |
|  | Valvatida                                                 |
|  |                                                           |
|  | Notomyotida                                               |
|  |                                                           |

|  | Valvatida   |
|  |             |
|  | Notomyotida |
|  |             |

|  | Spinulosida |
|  |             |
|  | Velatida    |
|  |             |

|  | Forcipulatida |
|  |               |
|  | Brisingida    |
|  |               |

|  | \| \| Valvatida \| \| \| \| \| \| Notomyotida \| \| \| \| |
|  |                                                           |
|  | Paxillosida                                               |
|  |                                                           |
|  | Valvatida                                                 |
|  |                                                           |
|  | Notomyotida                                               |
|  |                                                           |

|  | Valvatida   |
|  |             |
|  | Notomyotida |
|  |             |

|  | Spinulosida |
|  |             |
|  | Velatida    |
|  |             |

|  | \| \| Valvatida \| \| \| \| \| \| Notomyotida \| \| \| \| |
|  |                                                           |
|  | Paxillosida                                               |
|  |                                                           |
|  | Valvatida                                                 |
|  |                                                           |
|  | Notomyotida                                               |
|  |                                                           |

|  | Valvatida   |
|  |             |
|  | Notomyotida |
|  |             |

|  | Spinulosida |
|  |             |
|  | Velatida    |
|  |             |

|  | Forcipulatida |
|  |               |
|  | Brisingida    |
|  |               |

|  | \| \| Valvatida \| \| \| \| \| \| Notomyotida \| \| \| \| |
|  |                                                           |
|  | Paxillosida                                               |
|  |                                                           |
|  | Valvatida                                                 |
|  |                                                           |
|  | Notomyotida                                               |
|  |                                                           |

|  | Valvatida   |
|  |             |
|  | Notomyotida |
|  |             |

|  | Spinulosida |
|  |             |
|  | Velatida    |
|  |             |

|  | \| \| Valvatida \| \| \| \| \| \| Notomyotida \| \| \| \| |
|  |                                                           |
|  | Paxillosida                                               |
|  |                                                           |
|  | Valvatida                                                 |
|  |                                                           |
|  | Notomyotida                                               |
|  |                                                           |

|  | Valvatida   |
|  |             |
|  | Notomyotida |
|  |             |

|  | Spinulosida |
|  |             |
|  | Velatida    |
|  |             |

|  | Forcipulatida |
|  |               |
|  | Brisingida    |
|  |               |

|  | \| \| Valvatida \| \| \| \| \| \| Notomyotida \| \| \| \| |
|  |                                                           |
|  | Paxillosida                                               |
|  |                                                           |
|  | Valvatida                                                 |
|  |                                                           |
|  | Notomyotida                                               |
|  |                                                           |

|  | Valvatida   |
|  |             |
|  | Notomyotida |
|  |             |

|  | Spinulosida |
|  |             |
|  | Velatida    |
|  |             |

|  | \| \| Valvatida \| \| \| \| \| \| Notomyotida \| \| \| \| |
|  |                                                           |
|  | Paxillosida                                               |
|  |                                                           |
|  | Valvatida                                                 |
|  |                                                           |
|  | Notomyotida                                               |
|  |                                                           |

|  | Valvatida   |
|  |             |
|  | Notomyotida |
|  |             |

|  | Spinulosida |
|  |             |
|  | Velatida    |
|  |             |

|  | Forcipulatida |
|  |               |
|  | Brisingida    |
|  |               |

|  | \| \| Valvatida \| \| \| \| \| \| Notomyotida \| \| \| \| |
|  |                                                           |
|  | Paxillosida                                               |
|  |                                                           |
|  | Valvatida                                                 |
|  |                                                           |
|  | Notomyotida                                               |
|  |                                                           |

|  | Valvatida   |
|  |             |
|  | Notomyotida |
|  |             |

|  | Spinulosida |
|  |             |
|  | Velatida    |
|  |             |

|  | \| \| Valvatida \| \| \| \| \| \| Notomyotida \| \| \| \| |
|  |                                                           |
|  | Paxillosida                                               |
|  |                                                           |
|  | Valvatida                                                 |
|  |                                                           |
|  | Notomyotida                                               |
|  |                                                           |

|  | Valvatida   |
|  |             |
|  | Notomyotida |
|  |             |

|  | Spinulosida |
|  |             |
|  | Velatida    |
|  |             |

|  | Forcipulatida |
|  |               |
|  | Brisingida    |
|  |               |

|  | \| \| Valvatida \| \| \| \| \| \| Notomyotida \| \| \| \| |
|  |                                                           |
|  | Paxillosida                                               |
|  |                                                           |
|  | Valvatida                                                 |
|  |                                                           |
|  | Notomyotida                                               |
|  |                                                           |

|  | Valvatida   |
|  |             |
|  | Notomyotida |
|  |             |

|  | Spinulosida |
|  |             |
|  | Velatida    |
|  |             |

|  | \| \| Valvatida \| \| \| \| \| \| Notomyotida \| \| \| \| |
|  |                                                           |
|  | Paxillosida                                               |
|  |                                                           |
|  | Valvatida                                                 |
|  |                                                           |
|  | Notomyotida                                               |
|  |                                                           |

|  | Valvatida   |
|  |             |
|  | Notomyotida |
|  |             |

|  | Spinulosida |
|  |             |
|  | Velatida    |
|  |             |

|  | Forcipulatida |
|  |               |
|  | Brisingida    |
|  |               |

|  | \| \| Valvatida \| \| \| \| \| \| Notomyotida \| \| \| \| |
|  |                                                           |
|  | Paxillosida                                               |
|  |                                                           |
|  | Valvatida                                                 |
|  |                                                           |
|  | Notomyotida                                               |
|  |                                                           |

|  | Valvatida   |
|  |             |
|  | Notomyotida |
|  |             |

|  | Spinulosida |
|  |             |
|  | Velatida    |
|  |             |

|  | \| \| Valvatida \| \| \| \| \| \| Notomyotida \| \| \| \| |
|  |                                                           |
|  | Paxillosida                                               |
|  |                                                           |
|  | Valvatida                                                 |
|  |                                                           |
|  | Notomyotida                                               |
|  |                                                           |

|  | Valvatida   |
|  |             |
|  | Notomyotida |
|  |             |

|  | Spinulosida |
|  |             |
|  | Velatida    |
|  |             |

|  | Forcipulatida |
|  |               |
|  | Brisingida    |
|  |               |

|  | \| \| Valvatida \| \| \| \| \| \| Notomyotida \| \| \| \| |
|  |                                                           |
|  | Paxillosida                                               |
|  |                                                           |
|  | Valvatida                                                 |
|  |                                                           |
|  | Notomyotida                                               |
|  |                                                           |

|  | Valvatida   |
|  |             |
|  | Notomyotida |
|  |             |

|  | Spinulosida |
|  |             |
|  | Velatida    |
|  |             |

|  | \| \| Valvatida \| \| \| \| \| \| Notomyotida \| \| \| \| |
|  |                                                           |
|  | Paxillosida                                               |
|  |                                                           |
|  | Valvatida                                                 |
|  |                                                           |
|  | Notomyotida                                               |
|  |                                                           |

|  | Valvatida   |
|  |             |
|  | Notomyotida |
|  |             |

|  | Spinulosida |
|  |             |
|  | Velatida    |
|  |             |

|  | Forcipulatida |
|  |               |
|  | Brisingida    |
|  |               |

|  | \| \| Valvatida \| \| \| \| \| \| Notomyotida \| \| \| \| |
|  |                                                           |
|  | Paxillosida                                               |
|  |                                                           |
|  | Valvatida                                                 |
|  |                                                           |
|  | Notomyotida                                               |
|  |                                                           |

|  | Valvatida   |
|  |             |
|  | Notomyotida |
|  |             |

|  | Spinulosida |
|  |             |
|  | Velatida    |
|  |             |

|  | \| \| Valvatida \| \| \| \| \| \| Notomyotida \| \| \| \| |
|  |                                                           |
|  | Paxillosida                                               |
|  |                                                           |
|  | Valvatida                                                 |
|  |                                                           |
|  | Notomyotida                                               |
|  |                                                           |

|  | Valvatida   |
|  |             |
|  | Notomyotida |
|  |             |

|  | Spinulosida |
|  |             |
|  | Velatida    |
|  |             |

## Taxonomie

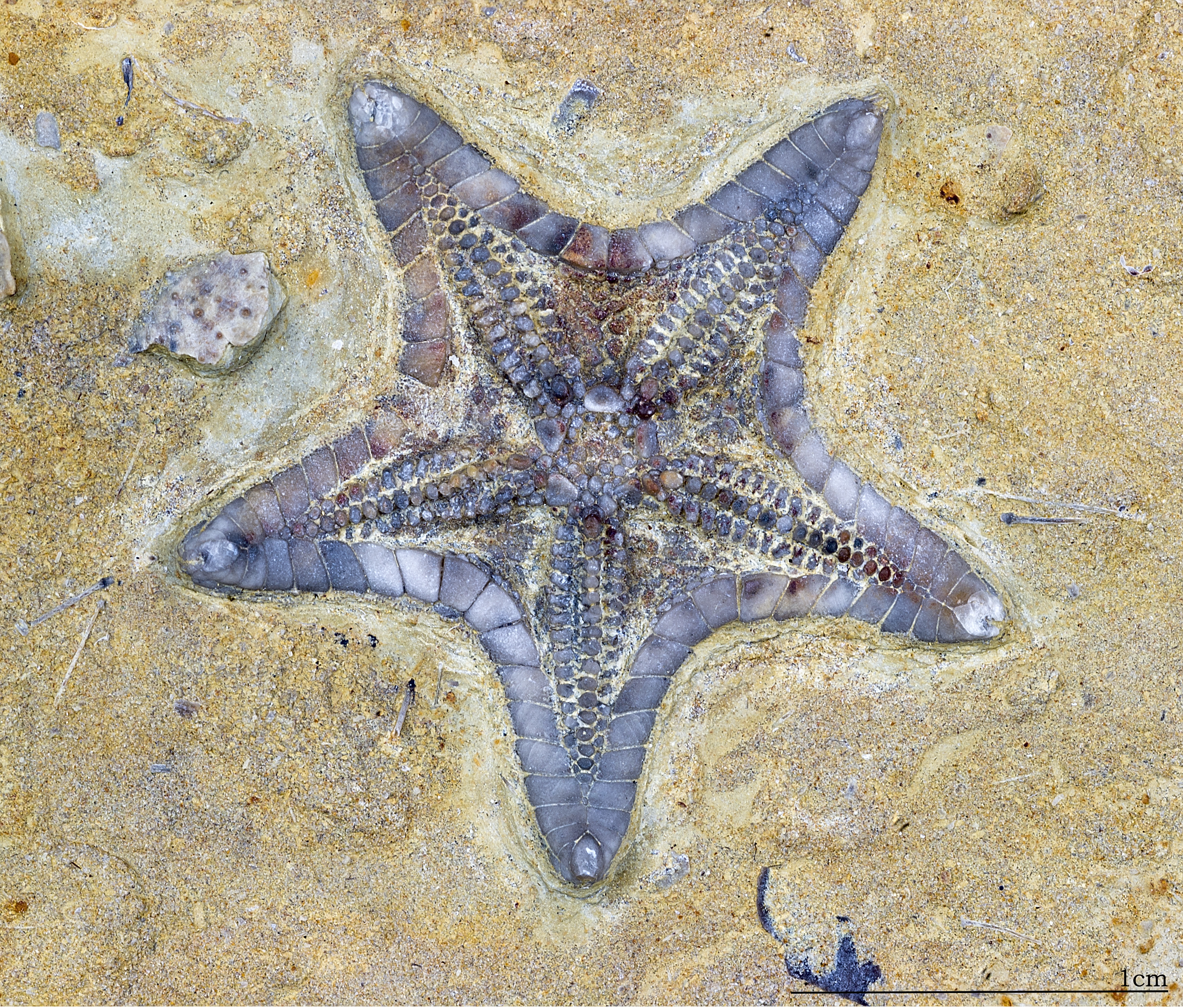
Fossiel exemplaar van de soort Marocaster coronatus.

Zeesterren zijn verwant aan zeekomkommers, slangsterren, zee-egels en zeelelies.
Er zijn ongeveer 1900 verschillende soorten zeesterren beschreven. Zeesterren zijn ingedeeld in acht ordes en ongeveer veertig families. Zeesterren en slangsterren stammen af van een enkele groep, de onderstam Asterozoa. De twee groepen worden ook wel tot de superklasse Stelleroidea gerekend. Uit fossielen is duidelijk geworden dat de splitsing in zeesterren en slangsterren al heel vroeg heeft plaatsgevonden. Platasterias latiradiata werd vroeger in de onderklasse Somasteroïdea geplaatst als enige overlevende soort van deze fossiele groep. Tegenwoordig wordt deze soort in de familie Platasteriidae geplaatst, onder de Asteroidea.
Vroeger werd een derde groep van de Asteroidae onderscheiden; de Somasteroidea. Deze uitgestorven stekelhuidigen leken op zeesterren maar hadden geveerde armen, met een smalle basis maar breed midden. Deze groep van stekelhuidigen leefde ongeveer 450 miljoen jaar geleden in het Ordovicium, en werd wel als de gemeenschappelijke voorouder van de zee- en slangsterren beschouwd.
De groep van zeemadeliefjes (Concentricycloïdea) werd voor het eerst in 1986 beschreven en werd in eerste instantie als een aparte klasse van stekelhuidigen beschreven. Genetisch onderzoek maakte echter zeer aannemelijk dat ze toch nauw verwant zijn aan de andere zeesterren, en tegenwoordig wordt de groep beschouwd als een infraklaase van de Asteroidea. De zeemadeliefjes wijken morfologisch sterk af van alle andere zeesterren en er is nog zeer weinig over bekend. In dit artikel worden ze daarom verder niet besproken, maar ze staan wel in de indeling hieronder.
De indeling van de zeesterren in verschillende groepen zoals families is lange tijd gebaseerd geweest op de uiterlijke kenmerken van de dieren. Hierbij werd gelet op de lichaamsvorm zoals de vorm van de armen en op de positie van de verschillende kalkplaten hierop. Een van de vroegere classificaties richtte zich daarbij op de eigenschappen van de buisvoetjes. Hierbij werden de zeesterren op basis van het ontbreken dan wel voorkomen van zuignapjes in twee hoofdgroepen ingedeeld.
Tegenwoordig wordt echter gekeken naar verschillen in het DNA van de dieren, in de loop der tijd zijn er verschillende stambomen van de zeesterren voorgesteld, zoals in 1995, 1996 en 2000. In deze laatste indeling van Knott & Wray's is sprake van tien hoofdgroepen maar deze stamboom wordt beschouwd als problematisch. Vaak wordt daarom de indeling van Wada et al. gebruikt, die zeven hoofdgroepen telt. Een overzicht van de taxonomische indeling van deze versie van de stamboom is in de onderstaande tabel weergegeven.
| Ordes van zeesterren                     | Ordes van zeesterren | Ordes van zeesterren      | Ordes van zeesterren |
| Naam                                     | Kenmerken | Voorbeeldsoort            | Afbeelding           |
| ---------------------------------------- | --- | ------------------------- | -------------------- |
| Peripodida ― Baker, Rowe & Clark, 1986   | Deze orde is de enige in de infraklasse van de zeemadeliefjes (Concentricycloidea). Voor het eerst beschreven en benoemd in 1986. De drie soorten die benoemd zijn komen alle van dieptes van meer dan duizend meter. Het gaat om zeesterren met vijfzijdige symmetrie maar met een zo goed als rond schijfvormig lichaam, zonder armen. Ze worden niet groter dan een centimeter. | Xyloplax janetae          |                      |
| Brisingida ― Fisher, 1928                | Deze soorten leven op grote diepte. Er zijn ongeveer honderd verschillende soorten die in zeventien geslachten en twee families worden geplaatst. De meeste soorten hebben relatief veel armen. Ze voeden zich door deeltjes via trilharen op de armen naar de mond te brengen. | Novodinia antillensis     |                      |
| Forcipulatida ― Perrier, 1884            | Er zijn ongeveer driehonderd soorten in 68 geslachten en zes families. Alle soorten hebben een schaar-achtige bouw van de pedicellariën, waarbij de delen van de kleine bek kruiselings geplaatst zijn. | Stichaster australis      |                      |
| Notomyotida ― Ludwig, 1910               | Deze soorten leven op grote diepte. Er zijn ongeveer 75 soorten in acht geslachten beschreven, die allemaal tot de familie Benthopectinidae behoren. | Benthopecten- soort       |                      |
| Kamsterren (Paxillosida) ― Perrier, 1884 | Er zijn 255 soorten in 46 geslachten en zeven families. Veel soorten kunnen zich onder het zand bedekken. Ze hebben geen zuignapjes aan het einde van de buisvoetjes. Ze worden gezien als een wat oudere aftakking van de zeesterren door deze eigenschappen. | Astropecten platyacanthus |                      |
| Spinulosida ― Perrier, 1884              | Deze orde wordt vertegenwoordigd door ongeveer 120 soorten in acht geslachten die allemaal tot de familie Echinasteridae behoren. Alle soorten hebben een kwetsbaar skelet, bij alle soorten ontbreken de voor zeesterren kenmerkende pedicellariën. Het is een vrij moderne groep van zeesterren, er zijn bijvoorbeeld nog geen fossielen bekend.                                 | Plectaster decanus        |                      |
| Valvatida ― Perrier, 1884                | Zeer diverse groep, die uit bijna zevenhonderd soorten bestaat in 165 geslachten en veertien families. Veel soorten hebben duidelijk zichtbare rijen plaatjes die aan weerszijden van de armen uitsteken. | Austrofromia schultzei    |                      |
| Velatida ― Perrier, 1884                 | Meestal een grote lichaamsschijf en een dik lichaam. Er zijn ongeveer tweehonderd soorten in zestien geslachten en vier families. | Solaster paxillatus       |                      |